# Noruega
A Noruega (bokmål: Norgeⓘ; nynorsk: Noregⓘ), oficialmente Reino da Noruega (bokmål: Kongeriket Norge, nynorsk: Kongeriket Noreg), é um país nórdico, situado na Europa do Norte, onde ocupa a parte ocidental da Península Escandinava.
Pertencem ainda ao estado norueguês, os territórios árticos da ilha de Jan Mayen e o arquipélago de Esvalbarda (atribuído à Noruega pelo Tratado de Esvalbarda.

 .
A parte continental do país faz fronteira a leste com a Suécia e a norte com a Finlândia e a Rússia. O Reino Unido e as Ilhas Faroe estão a oeste, através do Mar do Norte, a Islândia e a Groenlândia estão a oeste, através do mar da Noruega, e a Dinamarca fica próxima ao extremo sul do país, através do estreito de Escagerraque. A Ilha Bouvet, no Atlântico sul, e a Ilha de Pedro I, no oceano glacial Antártico, são territórios dependentes (norueguês: Biland) da Noruega, mas não são considerados parte do Reino. A Noruega também reivindica uma parte da Antártida conhecida como Terra da Rainha Maud, uma reivindicação que foi reconhecida pela Austrália, França, Nova Zelândia e Reino Unido. A extensa linha costeira da Noruega, de frente para o oceano Atlântico Norte e para o mar de Barents, é a casa de seus famosos fiordes.
A Noruega mantém o modelo social escandinavo, baseado no modelo nórdico, na saúde universal, no ensino superior subsidiado e em um regime abrangente de previdência social. A Noruega foi classificada como o país mais desenvolvido do mundo em todos os relatórios de desenvolvimento humano desde 2001 (com dados referentes entre 1999 e 2010). Em 2009, o país foi novamente classificado pela ONU como o melhor país do mundo para se viver. A Noruega também foi avaliada como o país mais pacífico do mundo em uma pesquisa realizada em 2007 pelo Índice Global da Paz. E em 2017 um estudo feito por peritos internacionais, com apoio da ONU, classificou a Noruega como o país mais feliz do mundo, superando a Dinamarca que liderou o ranking no ano anterior.
Apesar de ter rejeitado a adesão à União Europeia em dois referendos, a Noruega mantém laços estreitos com o bloco e com seus países-membros, bem como com os Estados Unidos. O país é considerado um participante de destaque na diplomacia e na cooperação internacional, tendo sido profundamente envolvido nos fracassados Acordos de Oslo e nas negociações de uma trégua entre o governo do Sri Lanka e os Tigres Tâmil. A Noruega continua a ser um dos maiores contribuintes financeiros da Organização das Nações Unidas e participa com as forças da ONU em missões internacionais de paz, como no Afeganistão, Kosovo e Darfur.
Um estado unitário com subdivisões administrativas em dois níveis conhecidos como condados (fylker) e comunas (kommuner), a Noruega é uma monarquia constitucional hereditária e uma democracia parlamentar, com o rei Haroldo V como seu Chefe de Estado. Os lapões têm uma certa dose de autodeterminação e influência sobre seus territórios tradicionais, através do Parlamento Lapônio e da Lei da Dinamarca. A Noruega é um dos membros fundadores das Nações Unidas, da Organização do Tratado do Atlântico Norte (OTAN), do Conselho da Europa (COE) e do Conselho Nórdico, além de ser membro do Espaço Econômico Europeu, da Organização Mundial do Comércio (OMC) e da Organização para a Cooperação e Desenvolvimento Econômico (OCDE).

## Etimologia
Etimologistas acreditam que o nome do país significa "o caminho para o norte" (ou o "caminho do norte"), que em nórdico antigo teria sido nor veg ou *norð vegr. O nome nórdico antigo para Noruega era Noregr, o anglo-saxão Norþ weg e latim medieval Northvegia. O nome oficial do Reino da Noruega em bokmål é Kongeriket Norge, enquanto que em nynorsk é Kongeriket Noreg, ambos apenas um par de letras retiradas do termo original "caminho do norte": Nor(d)-(v)eg.
De acordo com outra teoria, o nome do país advém da palavra "nór", que significa "estreito" ou "norte", referindo-se à rota de navegação do arquipélago interno, através da terra ("caminho estreito"). A interpretação como "norte", refletida nas formas inglesa e latina do nome, teria sido devido à etimologia popular posterior. Esta última visão teve origem com o filólogo Niels Halvorsen Trønnes em 1847, sendo também defendido pelo estudante de língua e ativista Klaus Johan Myrvoll e adotado pelo professor de filologia Michael Schulte. A forma "Nore" ainda é usada em nomes de lugares como a vila de Nore e o lago Norefjorden, no antigo condado de Buskerud, e ainda tem o mesmo significado. Entre outros argumentos a favor da teoria, destaca-se que a palavra tem uma vogal longa na poesia escandinava e não é atestada com <ð> em nenhum texto ou inscrição nativa nórdica (as primeiras atestações rúnicas têm as grafias nuruiak e nuriki). Essa teoria ressuscitada recebeu alguma reação de outros estudiosos por vários motivos, em parte pela presença incontroversa do elemento "norðr" no etnônimo "norðrmaðr", e o adjetivo "norrǿnn" ("norte, norueguês"), bem como as primeiras declarações das formas latina e anglo-saxônica.
Por volta de 890, Ótaro de Halogalândia distinguiu os noruegueses ("nordmenn", o povo de Norvegr) dos lapões e dos dinamarqueses. Enquanto ele identificava o povo lapões por seu modo de vida nômade, os dinamarqueses ele identificava geograficamente ou politicamente. De acordo com Ótaro, os dinamarqueses dominavam Escagerraque e Categate, os corpos de água que separam a Dinamarca da península escandinava. Os noruegueses, por outro lado, viviam no Mar do Norte, nas costas do Atlântico, e estavam ligados às ilhas do Atlântico Norte. A Noruega de Ótaro cobria uma área muito menor do que a Noruega atual.

## História

### Pré-história e Era Viquingue

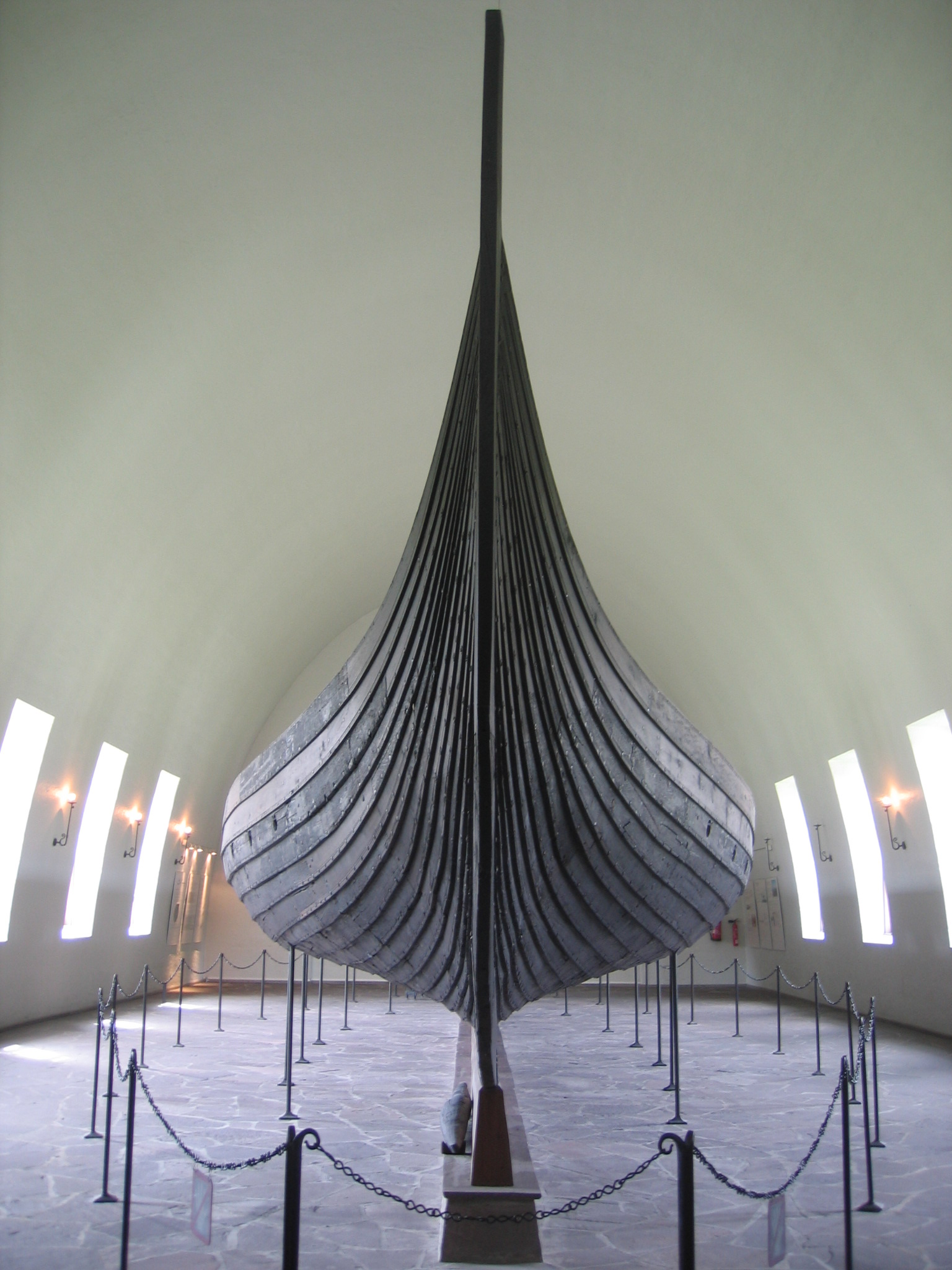
O barco de Gokstad no Museu do Barco Viquingue em Oslo, Noruega

Os primeiros habitantes foram os membros da cultura de Arensburgo (11 a 10 a.C.), que era uma cultura do fim do Paleolítico Superior durante o último período de frio no final da glaciação Weichsel. A cultura é nomeada por conta da vila de Arensburgo, 25 km (15,53 milhas) a nordeste de Hamburgo, no estado alemão de Eslésvico-Holsácia, onde flechas de madeira foram encontradas.
A Era Viquingue foi caracterizada pela expansão e emigração de marinheiros viquingues. Segundo a tradição, Haroldo Cabelo Belo unificou os viquingues em 872, após a Batalha do Fiorde de Hafrs em Stavanger, tornando-se o primeiro rei da Noruega unida. (A data de 872 pode ser um tanto arbitrária. Na verdade, a data real pode ser um pouco antes de 900). O reino de Haroldo era formado, principalmente, por um Estado costeiro no sul da Noruega. Haroldo Cabelo Belo governou com mão forte e, de acordo com as sagas, muitos noruegueses deixaram o país para viver na Islândia, nas Ilhas Faroé, na Groenlândia e em partes da Grã-Bretanha e da Irlanda. As cidades irlandesas modernas de Dublim, Limerico e Waterford foram fundadas por colonos noruegueses.
A mitologia nórdica foi lentamente substituída pela cristã nos séculos X e XI. Isto é em grande parte atribuído aos reis missionários Olavo I e Olavo II. Em meados do século X, Haquino I tornou-se o primeiro rei cristão da Noruega, apesar de sua tentativa de introduzir a religião ter sido rejeitada. Nascido em algum momento entre 963-969, Olavo I partiu com incursões na Inglaterra, com 390 navios. Ele atacou Londres durante esta invasão. Chegando na Noruega em 995, Olavo desembarcou em Moster. Lá, ele construiu uma igreja que se tornou a primeira igreja cristã já construída em solo norueguês. De Moster, Olavo navegou para o norte até Trontêmio, onde foi aclamado Rei da Noruega por Eyrathing em 995.
O feudalismo nunca se desenvolveu na Noruega e na Suécia como aconteceu no resto da Europa. No entanto, a administração do governo assumiu um caráter feudal muito conservador. A Liga Hanseática forçou a realeza a ceder maiores concessões sobre o comércio exterior e a economia. A Liga tinha esse poder sobre a realeza por causa dos empréstimos que tinha feito para a realeza e pela grande dívida que os reis carregavam. O controle monopolista da Liga sobre a economia da Noruega exerceu pressão sobre todas as classes, especialmente para os camponeses, na medida em que não existia uma classe burguesa real na Noruega.

### União de Calmar
Após a morte de Haquino V, Rei da Noruega, em 1319, Magno, em apenas três anos, herdou o trono como Magno IV. Ao mesmo tempo, um movimento para fazer de Magno o Rei da Suécia foi bem-sucedido. (neste momento ambos os reis da Suécia e da Dinamarca foram eleitos para o trono por seus respectivos príncipes.) Assim, com a sua eleição ao trono da Suécia, a Suécia e a Noruega tornaram-se unidas sob o governo do rei Magno VII.

União de Kalmar em 1500

Em 1349, a peste negra alterou radicalmente Noruega, matando entre 50% e 60% de sua população e deixou-a em um período de declínio econômico e social, que deixou o país muito pobre. Embora o taxa de mortalidade fosse comparável com a do resto da Europa, a recuperação econômica norueguesa levou muito mais tempo por causa da população pequena e dispersa do país. Antes da peste, a população era de apenas cerca de 500 mil pessoas. Após a praga, muitas fazendas ficaram inativas, enquanto a população aumentava lentamente. Os inquilinos das poucas fazendas sobreviventes conseguiram barganhar com seus proprietários muito fortalecidos.
O rei Magno VII governou a Noruega até 1350, quando seu filho, Haquino, foi colocado no trono como Haquino VI da Noruega. Em 1363, Haquino VI casou-se com Margarida, a filha do rei Valdemar IV da Dinamarca. Após a morte de Haquino VI, em 1379, seu filho, Olavo IV, tinha apenas 10 anos de idade na época, já tinha sido eleito para o trono da Dinamarca em 3 de maio de 1376. Assim, a partir da adesão de Olavo ao trono da Noruega, a Dinamarca e Noruega entraram em uma união pessoal. A mãe de Olavo e viúva de Haquino, a rainha Margarida, manteve as relações exteriores da Dinamarca e da Noruega durante a menoridade de Olavo IV.
Margarida estava trabalhando em direção a uma união entre Suécia, Dinamarca e Noruega por ter Olavo como eleito para o trono sueco. Ela estava à beira de alcançar esse objetivo, quando Olavo IV morreu repentinamente. No entanto, a Dinamarca fez de Margarida a governante temporária após a morte de Olavo. Em 2 de fevereiro de 1388, a Noruega seguiu o exemplo e coroou Margarida.
A rainha Margarida sabia que seu poder estaria mais seguro se ela fosse capaz de encontrar um rei para governar em seu lugar. Ela então apostou em Érico da Pomerânia, neto de sua irmã. Assim, em uma reunião de todos os escandinavos realizada em Calmar, Érico da Pomerânia foi coroado rei de todos os três países escandinavos. Assim, a política real resultou em uniões pessoais entre os países nórdicos, acabou trazendo os tronos da Noruega, Dinamarca e Suécia sob o controle da rainha Margarida, quando o país entrou para a União de Calmar.

### Eras moderna e contemporânea

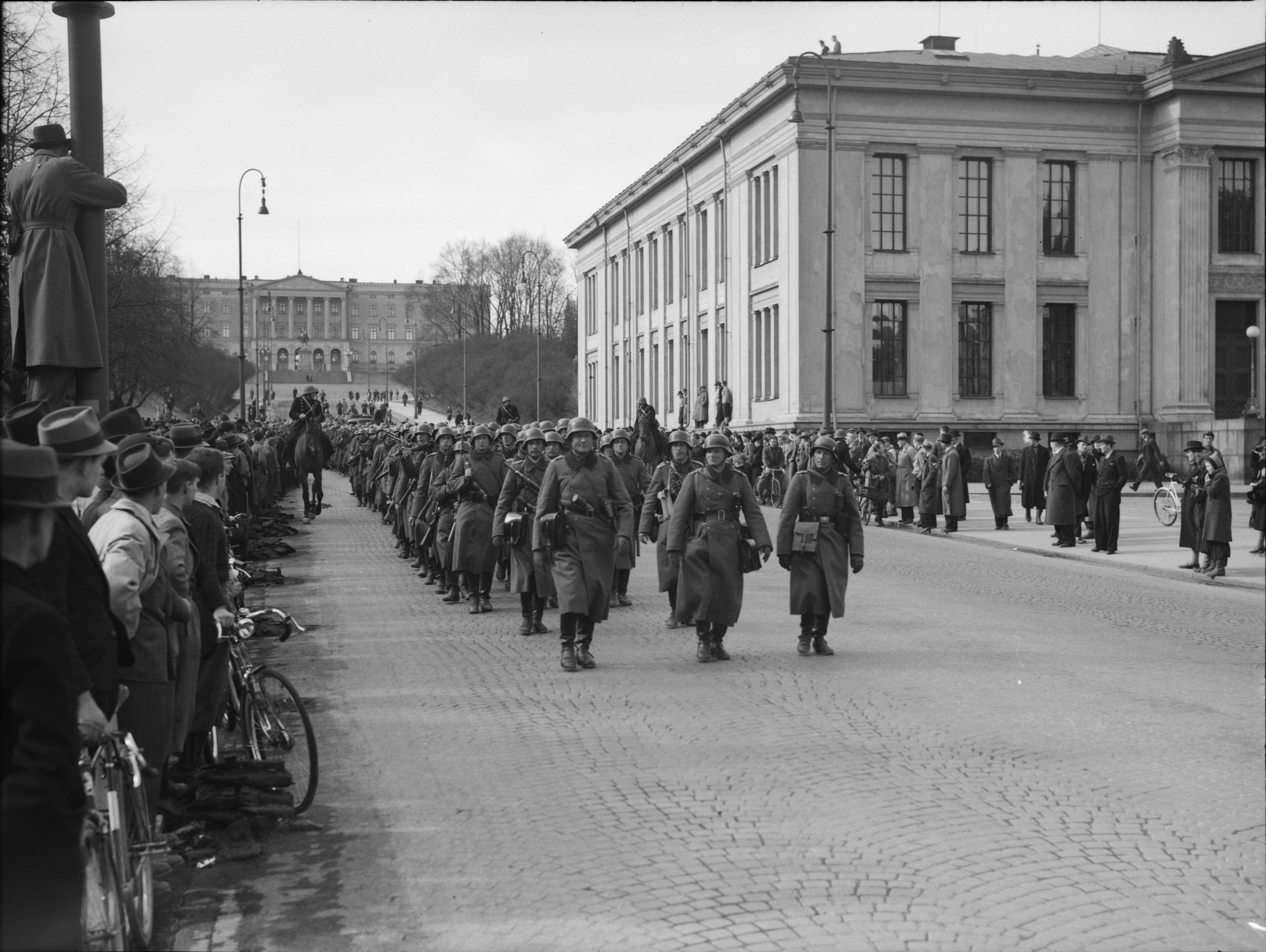
Soldados Alemães marcham em Oslo durante a Campanha da Noruega, na Segunda Guerra Mundial

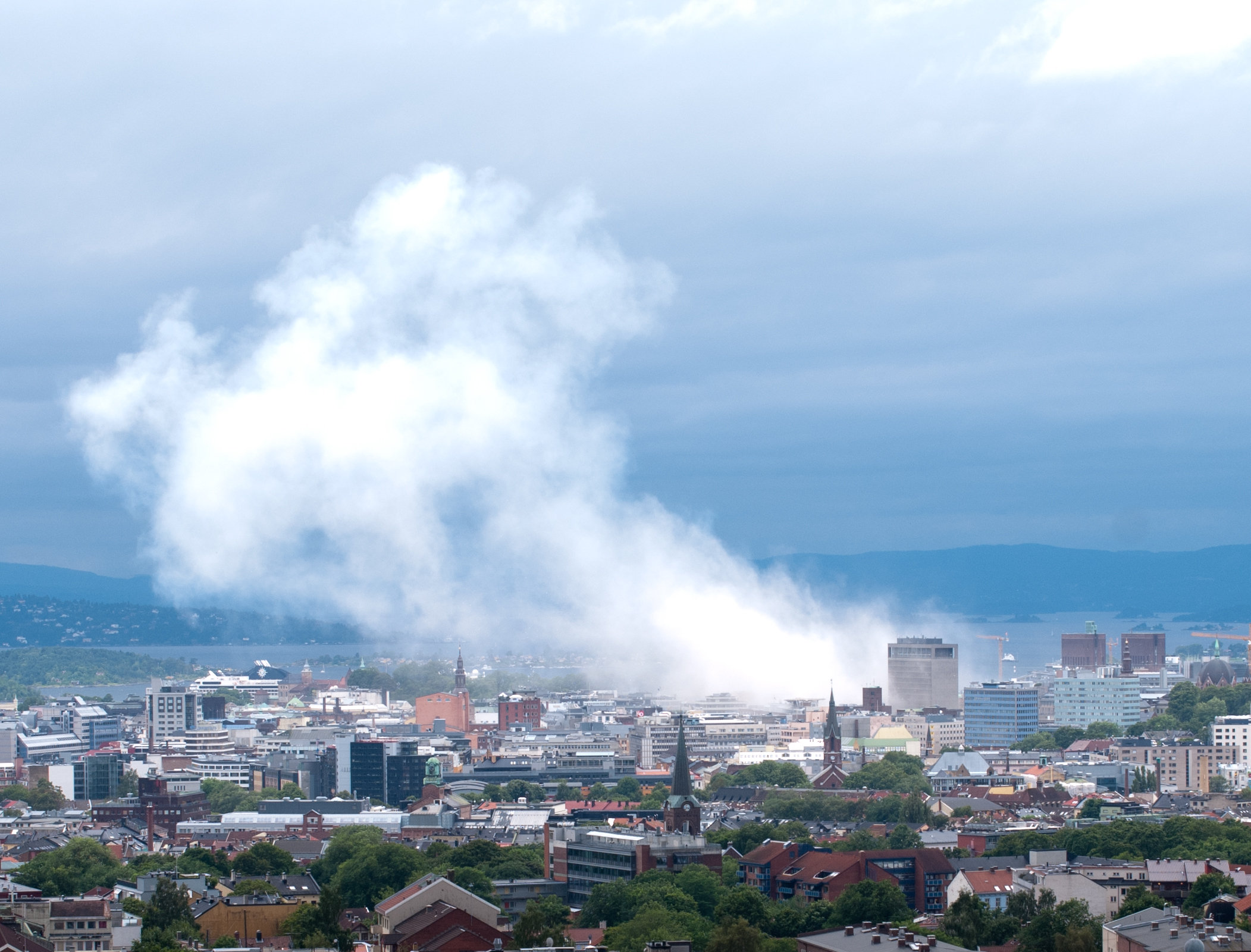
Atentados de 22 de julho de 2011

Enfraquecida, entra sob domínio da Dinamarca e foi subordinada a essa até o fim das Guerras Napoleônicas, quando a conquista sueca sobre os dinamarqueses faz com que a Noruega entre em união pessoal com a Suécia (ver Reinos Unidos da Suécia e Noruega). Apesar do poder ter ficado na mão dos monarcas suecos, a união foi igualitária, e os noruegueses desfrutaram de grande liberdade política e sociocultural, o reino teve duas línguas, o norueguês e o sueco, e duas capitais, Cristiânia (atual Oslo) e Estocolmo. A união teve fim pacificamente 91 anos depois, em 1905.
Durante a Segunda Guerra Mundial, a Alemanha Nazista leva a cabo a Operação Weserübung, que invade a Noruega e a Dinamarca simultaneamente em 9 de abril de 1940. A Dinamarca se rende, mas a Noruega, que possuía uma das maiores frotas marítimas europeias, bem como sua localização próxima à costa britânica, é apoiada pelos britânicos, que encaram a resistência dos noruegueses aos nazistas como crucial. Para tal, os ingleses e franceses enviam tropas para desocupar os principais portos do país e recuperar a marinha norueguesa do poder alemão.
Durante dois meses de intensa resistência aos nazistas, tropas soviéticas entram em solo norueguês para atuarem contra os finlandeses na Guerra de Inverno, e enquanto cidades como Narvik, Oslo e Stavanger se viam entre o poder britânico e o nazista, cidades como Kirkenes e Vadsø eram disputadas pelos soviéticos e nazistas. Igualmente tensa era a situação na fronteira com a Suécia, que relutou em permanecer neutra, apesar das frequentes ameaças de invasão. Em 1949, a Noruega torna-se um dos membros fundadores da OTAN.
Na segunda metade do século XX, com o desenvolvimento da indústria do petróleo, a Noruega emergiu como um dos países mais desenvolvidos do mundo, fortaleceu sua moeda e desenvolveu políticas de bem-estar social e sócio-democratas. A população norueguesa rejeitou duas vezes o convite de adesão à União Europeia, apesar de vários acordos existentes entre o bloco económico e o país.
Em 22 de julho de 2011, a Noruega foi atingida por dois ataques terroristas. Um dirigido à sede executiva do governo em Oslo e um em um acampamento de jovens organizado pela organização juvenil (AUF) do Partido Trabalhista Norueguês (AP) na ilha de Utøya em Tyrifjorden, Buskerud. Foram considerados os piores atentados das últimas décadas na Europa e mesmo na própria Noruega que nunca tinham presenciado nada assim.

## Geografia

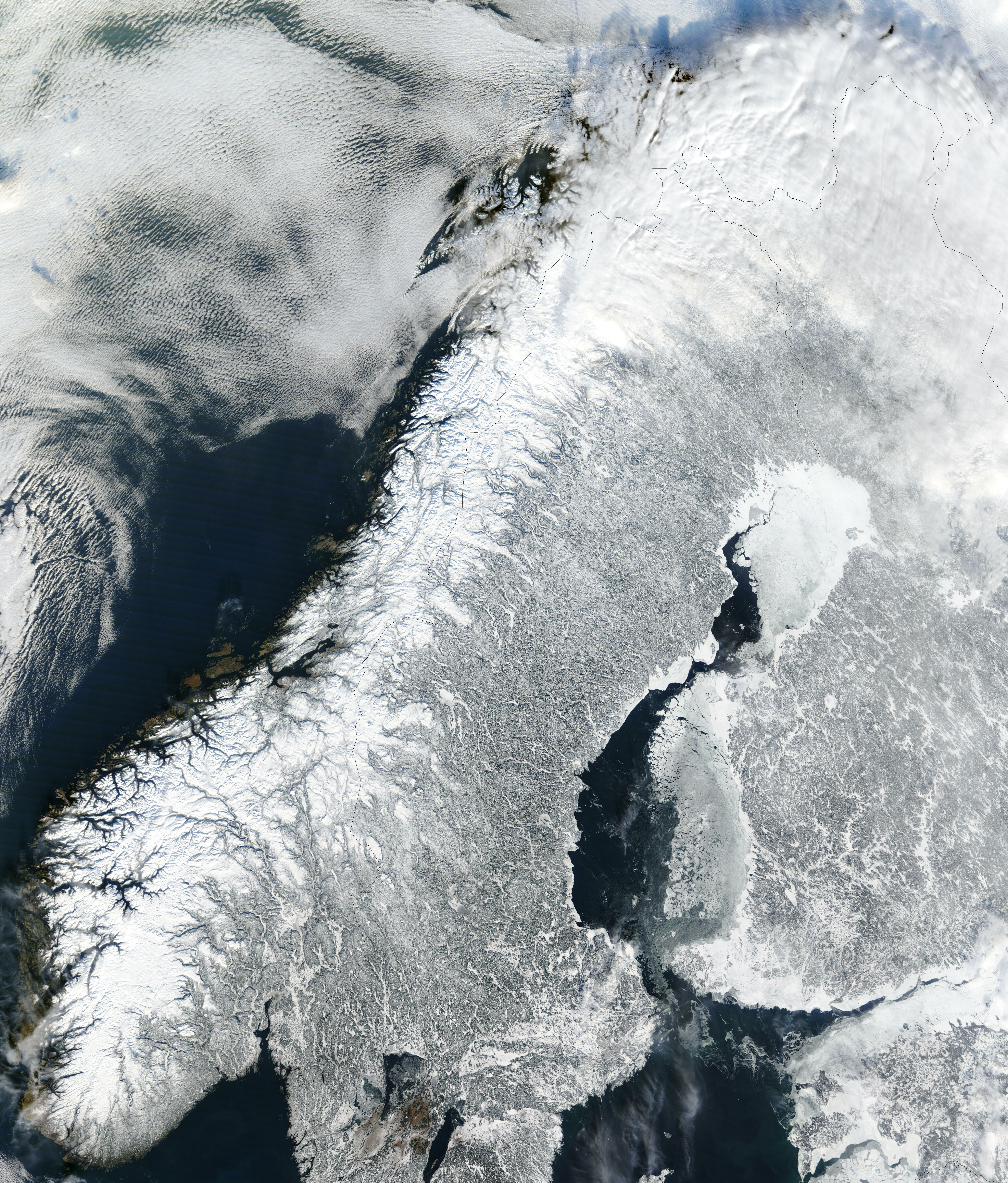
Imagem de satélite da Noruega no inverno

Possui uma área de 385 199 km², uma parte da qual se distribui por mais de 150 000 ilhas. Na área continental, predomina a paisagem de montanhas, platôs e fiordes. A Noruega possui uma fronteira territorial de 2 542 km, sendo 1 619 km com a Suécia ao leste, 727 km com a Finlândia ao nordeste e 196 km com a Rússia no extremo norte. Ao sul a Noruega se separa da Dinamarca pelo estreito de Escagerraque. A extensão aproximada do país, de norte a sul, é de 1 700 km.
O terreno glacial é formado em maior parte por platôs altos e montanhas ásperas, através dos quais aparecem vales férteis; possui pequenas e irregulares planícies, fiordes e tundra ao norte. Embora a distância entre os pontos opostos do país seja de apenas 1770 km, a grande quantidade de ilhas e a costa bastante recortada fazem que o país tenha cerca de 101 000 km de linha costeira — extensão que, esticada, seria suficiente para circular o globo duas vezes e meia.
O clima da Noruega pode ser oceânico, continental, subártico e alpino, com verões amenos e invernos longos e rigorosos, com ventos fortes e alta precipitação de neve; porém, diferentemente dos outros países escandinavos, uma grande faixa litorânea do país à beira do Mar do Norte e do Mar da Noruega é aquecida pela corrente do Golfo, fazendo com que apresente-se mesmo no mês mais frio, janeiro, regiões com temperaturas médias superiores a 0 °C, sendo mais comum precipitações em forma de chuva do que neve, como é o caso de Bergen, que em janeiro registra médias em torno de 2 °C. Já as ilhas Lofoten apresentam a maior anomalia climática positiva no que diz respeito à latitude, entretanto, na fronteira com a Finlândia no condado de Troms og Finnmark, os termómetros podem registrar 40 °C negativos entre dezembro e março. A mais alta temperatura registrada no país foi 35,6 °C em Nesbyen, enquanto a mínima foi -51,4 °C em Karasjok.
Devido ao clima e à natureza do terreno, a Noruega tem uma vida animal variada e adaptada às circunstâncias. Na costa atlântica abundam as aves, sendo a destacar os airos, as gaivotas, os fradinhos, os pombaletes e os gansos-patola. Nas florestas, vivem alces, linces, cabritos-monteses, lebres, raposas e esquilos. Nas águas dos fiordes, das ilhas e dos braços-de-mar, podem ser vistas orcas, cachalotes, toninhas e focas. Nas serranias, podem ser observados os veados, as renas e as perdizes, e, mais raramente, os bois-almiscarados. No norte ártico, encontramos as raposas-do-ártico e as perdizes-do-ártico. Em Svalbard, o visitante pode ver ursos-polares, raposas-do-ártico e renas.

### Biodiversidade
O número total de espécies presentes na Noruega inclui 16 000 espécies de insetos (provavelmente mais 4 000 espécies ainda a serem descritas), 20 000 espécies de algas, 1 800 espécies de líquen, 1 050 espécies de musgos, 2 800 espécies de plantas vasculares, 7 000 espécies de fungos, 450 espécies de pássaros (250 espécies exclusivas do país), 90 espécies de mamíferos, 45 espécies de peixes de água doce, 150 espécies de peixes de água salgada, 1 000 espécies de invertebrados de água doce e 3 500 espécies de invertebrados de água salgada. Cerca de 40 000 dessas espécies foram descritas e estão catalogadas pela comunidade científica. A lista vermelha abrange 4 599 espécies. A Noruega é formada por cinco ecorregiões terrestres: florestas mistas sarmáticas, florestas de coníferas costeiras escandinavas, taiga escandinava e russa, tundra da península de Kola e florestas de bétulas e prados de altitude escandinavos.
Dezessete espécies estão listadas como ameaçadas de extinção em escala global. Considerando a biodiversidade ameaçada de extinção, e aquelas quase ameaçadas, o número total chega a 3 682 espécies, incluindo 418 espécies de fungos, muitos dos quais estão intimamente associados com as pequenas áreas remanescentes de florestas antigas, além de 36 espécies de pássaros e dezesseis espécies de mamíferos. Em 2010, cerca de 2 398 espécies foram listadas como ameaçadas de extinção ou vulneráveis, sendo que deste total 1 250 foram listadas como vulneráveis (VU), 871 como em perigo (EN) e 276 espécies como criticamente ameaçadas (CR). Entre estas espécies está o castor-europeu, o lobo-cinzento, a raposa-do-ártico (população estável em Esvalbarda) e a rã europeia.
O maior predador nas águas norueguesas é o cachalote e o maior peixe é o tubarão-frade. O maior predador em terra é o urso polar, enquanto o urso pardo é outro predador notável. O maior animal terrestre do território norueguês é o alce (inglês americano: moose). O alce da Noruega é conhecido por seu tamanho e força e costuma ser chamado de skogens konge, que signifca "rei da floresta".

## Demografia

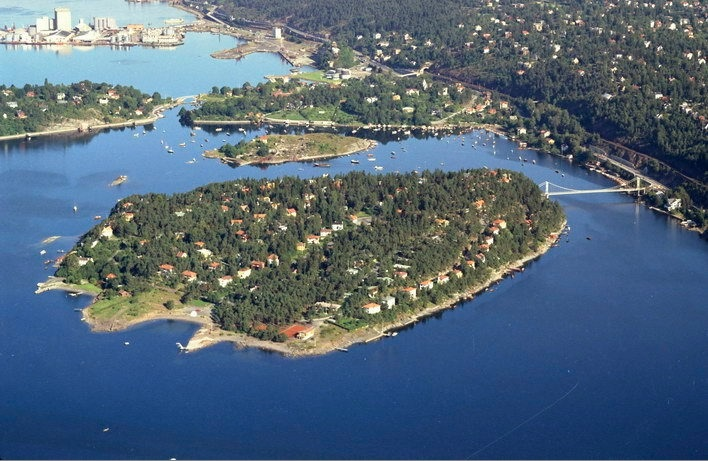
Península Ulvøya em Oslo, a capital e maior cidade da Noruega

A população da Noruega é de cerca de 5,1 milhões. A maioria dos noruegueses são de origem norueguesa, um povo germânico setentrional.
Os lapões (sami) tradicionalmente habitam as regiões central e norte da Noruega e da Suécia, bem como no norte da Finlândia e da Rússia, na península de Kola. Outra minoria nacional são o povo Kven, que são descendentes de povos de língua finlandesa, que se mudaram para o norte da Noruega entre os séculos XVIII e o século XX. Tanto os povos lapões e Kven foram submetidos a uma forte política de assimilação pelo governo norueguês do século XIX até aos anos 1970. Por causa deste "processo de norueguização", muitas famílias de ancestralidade lapã ou Kven agora se auto-identificam como étnicos noruegueses.
Outros grupos reconhecidos como minorias nacionais da Noruega são os judeus, os skogfinns e os noruegueses e suecos romanis (um ramo do povo Romani).
Nos últimos anos, a imigração foi responsável por mais da metade do crescimento da população da Noruega. De acordo com o "Estatísticas da Noruega", um total de 61 200 imigrantes registrados chegaram ao país em 2007, 35% superior ao número de 2006. No início de 2010, existiam 552 313 pessoas de origem imigrante na Noruega (ou seja, imigrantes ou filhas de pais imigrantes), compreendendo 11,4% da população total. 210 725 eram provenientes de países ocidentais (União Europeia/Associação Europeia de Livre Comércio, Estados Unidos, Canadá, Austrália e Nova Zelândia) e 341 588 eram de outros países. Os maiores grupos de imigrantes, por país de origem, em ordem de tamanho, são poloneses, suecos, paquistaneses, iraquianos, somalis, alemães, vietnamitas e dinamarqueses.
Os noruegueses de origem paquistanesa são o maior grupo minoritário visível na Noruega e a maioria dos seus 31 000 membros vivem em torno de Oslo. A população imigrante iraquiana tem demonstrado um grande aumento nos últimos anos. Após o alargamento da UE em 2004, também tem havido um afluxo de imigrantes da Europa Central e Oriental, especialmente da Polônia. O maior aumento, em 2007, foi de imigrantes da Polônia, Alemanha, Suécia, Lituânia e Rússia.

### Religião
| Religiões na Noruega (2013) | Religiões na Noruega (2013) | Religiões na Noruega (2013) | Religiões na Noruega (2013) | Religiões na Noruega (2013) |
| --------------------------- | --------------------------- | --------------------------- | --------------------------- | --------------------------- |
|                             |                             |                             |                             |                             |
| Luteranismo                 | Luteranismo                 |                             | 77,2%                       | 77,2%                       |
| Sem religião                | Sem religião                |                             | 12,9%                       | 12,9%                       |
| Outros cristãos             | Outros cristãos             |                             | 4,7%                        | 4,7%                        |
| Islamismo                   | Islamismo                   |                             | 2,4%                        | 2,4%                        |
| Humanismo                   | Humanismo                   |                             | 1,7%                        | 1,7%                        |
| Outros                      | Outros                      |                             | 1,1%                        | 1,1%                        |

A maioria dos noruegueses são membros da Igreja da Noruega (protestante, de confissão luterana). Todavia, têm uma participação muito baixa nas atividades e ritos religiosos, permanecendo na igreja do estado para usarem os serviços de batismo, crisma, casamento e funeral, ritos que têm forte legitimidade cultural no país.
Cerca de 75% dos noruegueses eram membros da Igreja Estatal da Noruega (Igreja Luterana da Noruega) em 1 de janeiro de 2014, uma queda de 1% em relação ao ano anterior e uma queda de quase 5% quando comparado com os cinco anos anteriores. No entanto, apenas 20% dos noruegueses dizem que a religião ocupa um espaço importante em sua vida (de acordo com uma pesquisa recente da Gallup), fazendo da Noruega um dos países mais seculares do mundo (só na Estônia, Suécia e Dinamarca os percentuais de pessoas que consideram a religião um fator importante é menor).[carece de fontes?]

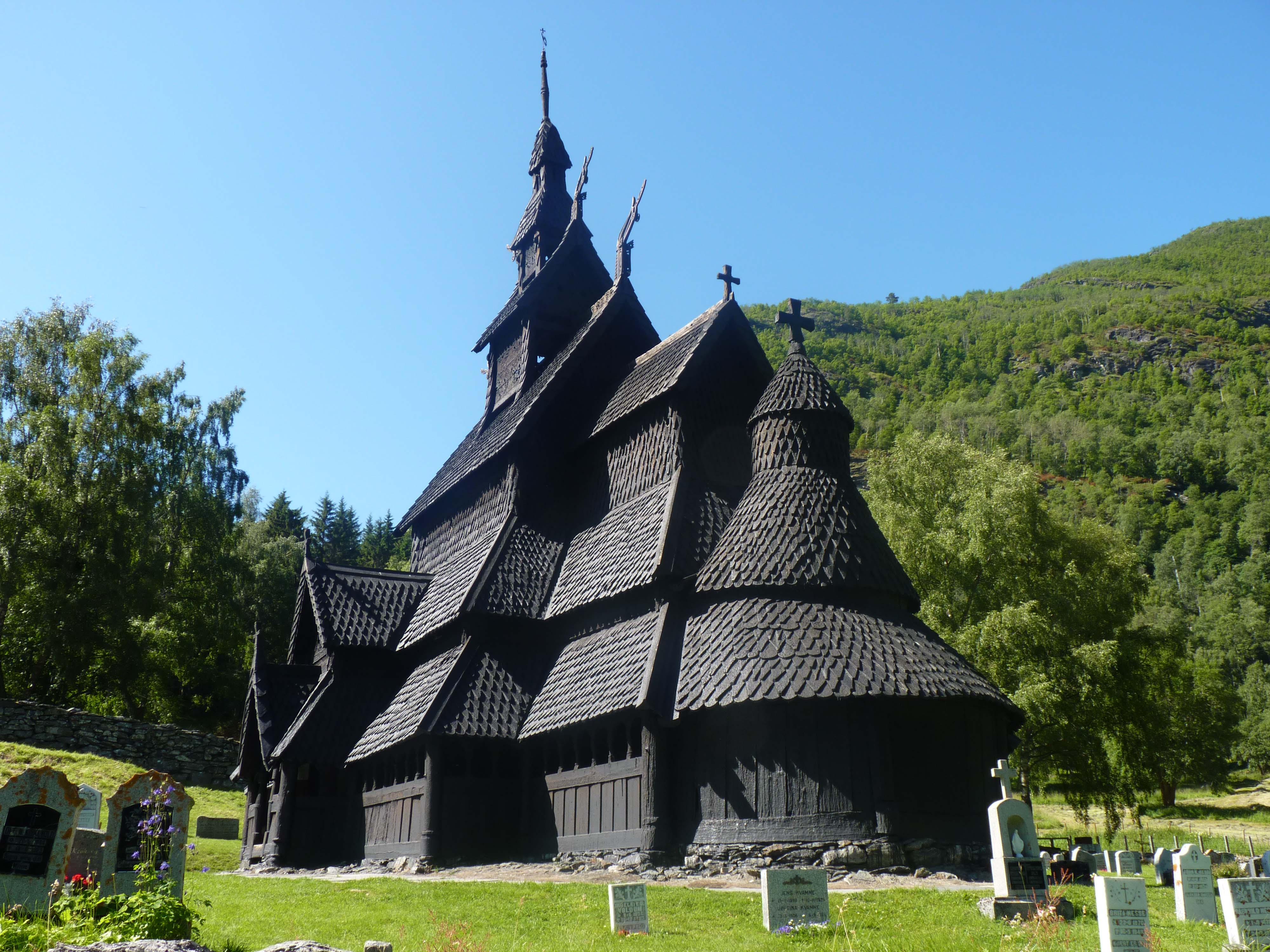
Igreja de madeira de Borgund, em Lærdal

No início de 1990, estimou-se que entre 4,7% e 5,3% dos noruegueses frequentavam a igreja semanalmente. Este valor caiu para apenas 2% em 2008, colocando a Noruega, na parte inferior da classificação da frequência à igreja na Europa. Em 2010, o governo da Noruega informou ainda uma queda adicional na frequência à igreja em 2009.
Segundo o Eurobarômetro, uma recente, porém um pouco desatualizada, enquete de 2005 dizia que 32% dos cidadãos noruegueses responderam que "acreditam que existe um Deus". Isso se alinha com outro estudo realizado pela Gustafsson and Pettersson (2002), segundo a qual 72% dos noruegueses não acreditam em um "Deus pessoal".
Pouco mais de 10% da população não tem religião. Em 1 de janeiro de 2009, outros 9%, ou 431 000 pessoas, eram membros de comunidades religiosas independentes da Igreja da Noruega. Outras denominações cristãs totalizam cerca de 4,9% da população, a maior das quais é a Igreja Católica, que oficialmente contava com 57 348 membros em 2009. Outros incluem os pentecostais (39 600), a Igreja Luterana Evangélica Livre da Noruega (19 300), metodistas (11 000), batistas (9 400), ortodoxos (7 700), adventistas (5 100), assírios e caldeus, e outros. As congregações luteranas sueca, finlandesa e islandesa na Noruega tem cerca de 22 500 membros no total.

### Língua
A língua oficial da Noruega é o norueguês — uma língua germânica muito próxima do dinamarquês e do sueco. A língua norueguesa tem duas formas — o bokmål e o nynorsk, sendo o bokmål falado pela maioria dos habitantes.
A minoria lapônias fala o lapão, e a minoria kven (fino-norueguesa) fala o kven, uma língua aparentada com o finlandês e o meänkieli.
Grande parte da população da Noruega é fluente na língua inglesa, 90% dos noruegueses nascidos depois da Segunda Guerra Mundial, declaram falar inglês.

## Governo e política

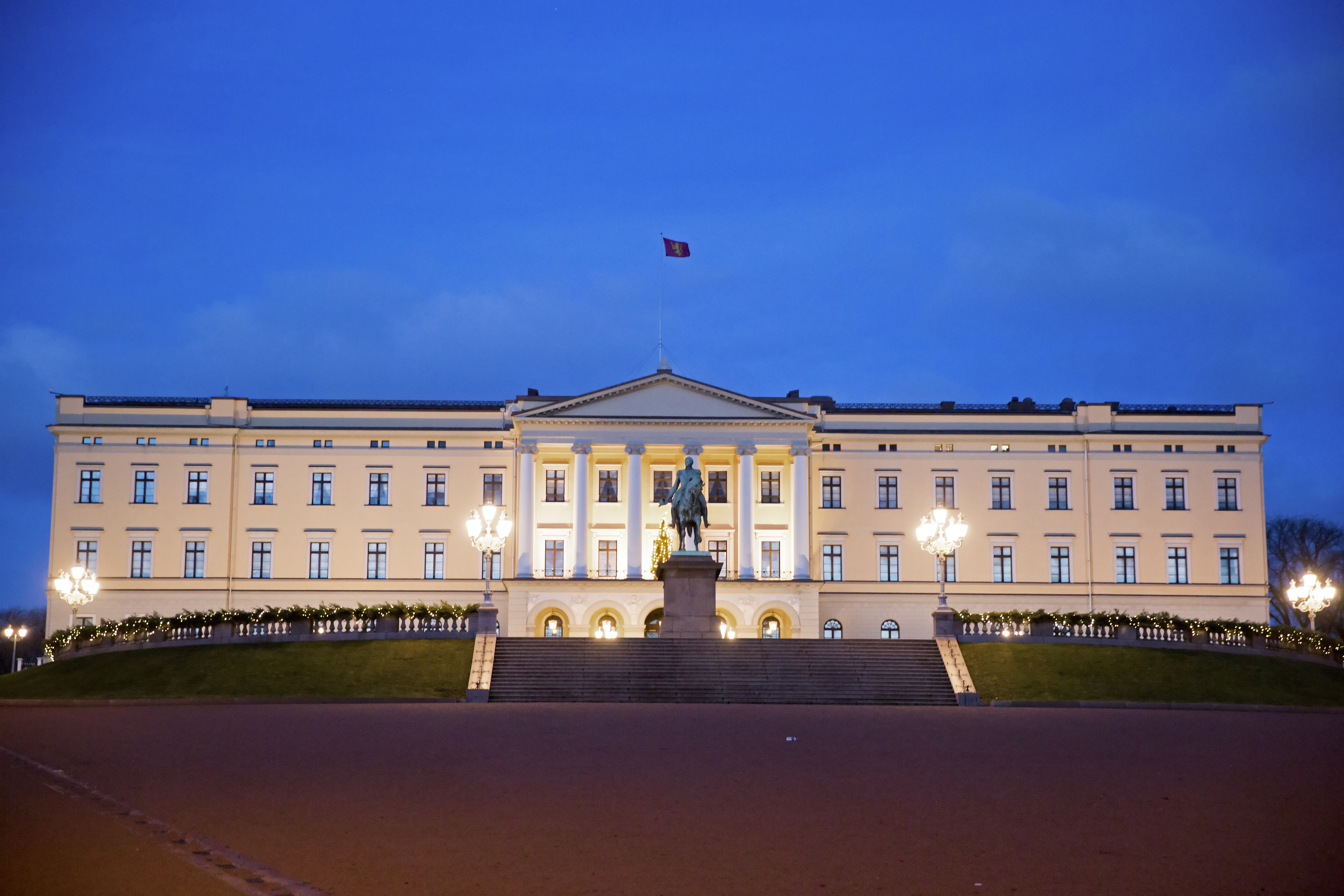
Palácio Real de Oslo

Segundo a Constituição da Noruega, que foi aprovada em 17 de maio de 1814 e inspirada pela Declaração de Independência dos Estados Unidos e pela Revolução Francesa de 1776 e 1789, respectivamente, a Noruega é uma monarquia constitucional unitária com um sistema parlamentar de governo, onde o Rei da Noruega é o chefe de Estado e o primeiro-ministro é o chefe de governo. O poder é repartido entre os poderes legislativo, executivo e judiciário do governo, tal como definido pela Constituição, que serve como documento legal supremo do país.
A monarquia oficialmente retém o poder executivo, no entanto, após a introdução de um sistema parlamentar de governo, os deveres do monarca, desde então, tornaram-se estritamente representativos e cerimoniais, como a nomeação formal e a demissão do primeiro-ministro e outros ministros do governo executivo. Assim, o monarca é o comandante-em-chefe das Forças Armadas da Noruega, a autoridade suprema da Igreja da Noruega, e atua como principal representante diplomático no exterior e um símbolo da unidade nacional.
Na prática, o primeiro-ministro é responsável pelo exercício de poderes executivos. Desde a sua ascensão em 1991, Haroldo V da Casa de Eslésvico-Holsácia-Sonderburgo-Glucsburgo é o Rei da Noruega, o primeiro, desde o século XIV, que realmente nasceu no país. Haquino Magno é o príncipe herdeiro legal e legítimo do trono e do Reino.

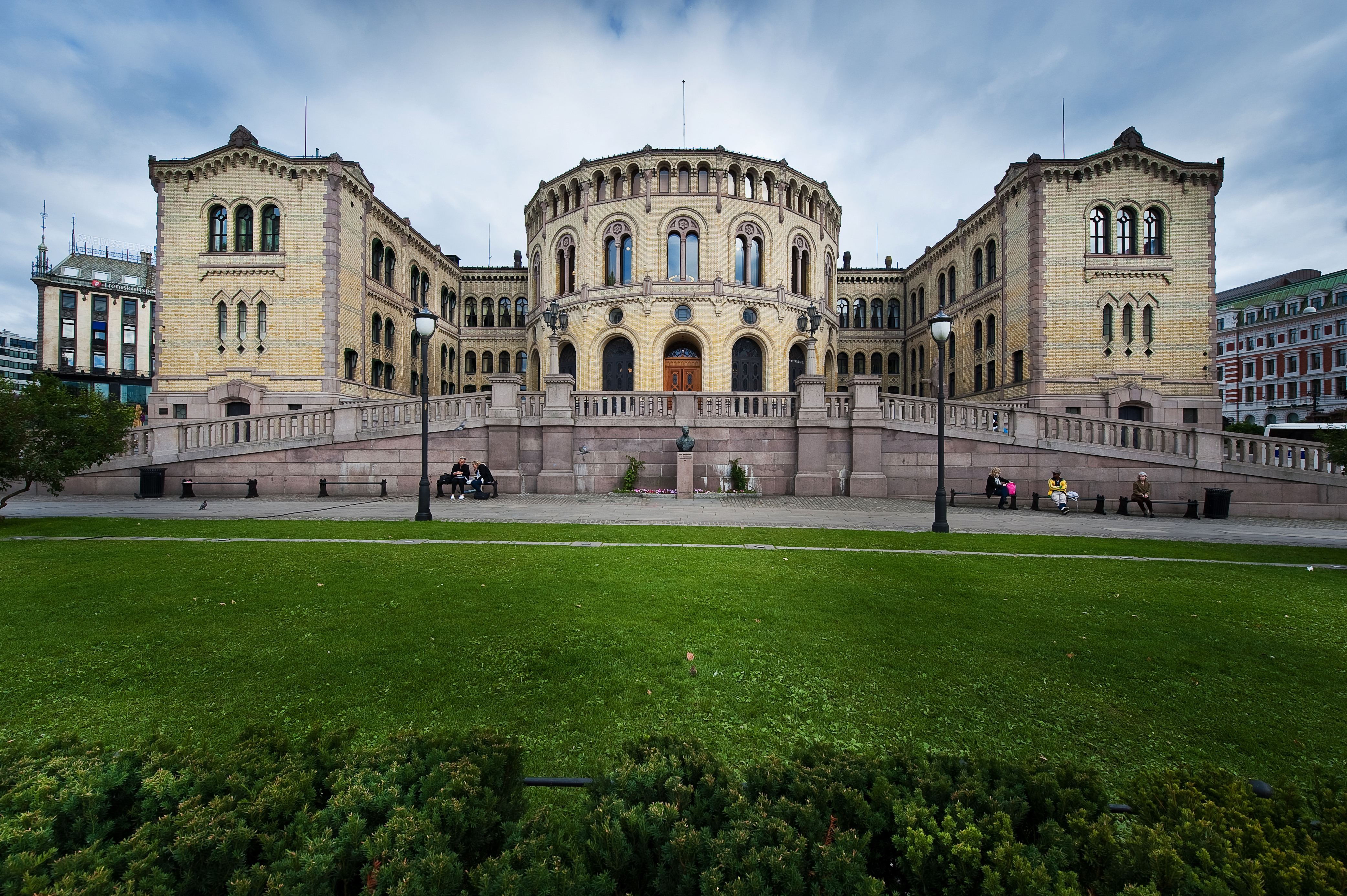
Storting, o parlamento norueguês

Constitucionalmente, o poder legislativo é exercido pelo governo e pelo Parlamento da Noruega, mas o último é o legislador supremo e um corpo unicameral. Uma proposição pode tornar-se lei por maioria simples entre os 150 representantes, que são eleitos com base na representação proporcional de 19 circunscrições para mandatos de quatro anos. Um adicional de 19 lugares ("lugares de nivelamento") são alocados em uma base nacional para fazer com que a representação no parlamento corresponda melhor com o voto popular.
Como resultado, atualmente há 169 deputados no total. Há também um limite de eleição de 4% para ganho de lugares de nivelamento no Parlamento. Como tal, a Noruega é fundamentalmente estruturada como uma democracia representativa. Chamado Storting, o que significa Grande Assembleia, os membros do Parlamento podem ratificar tratados e acusar membros do governo se os seus atos são declarados inconstitucionais, e como tal têm o poder de retirá-los do cargo em caso de um processo de impeachment.
A posição do primeiro-ministro, chefe de governo da Noruega, é atribuída ao membro do Parlamento que consegue a confiança de uma maioria no Parlamento, geralmente o líder atual do maior partido político ou através de uma coligação de partidos. No entanto, a Noruega tem sido governada por governos de minoria.

### Relações internacionais

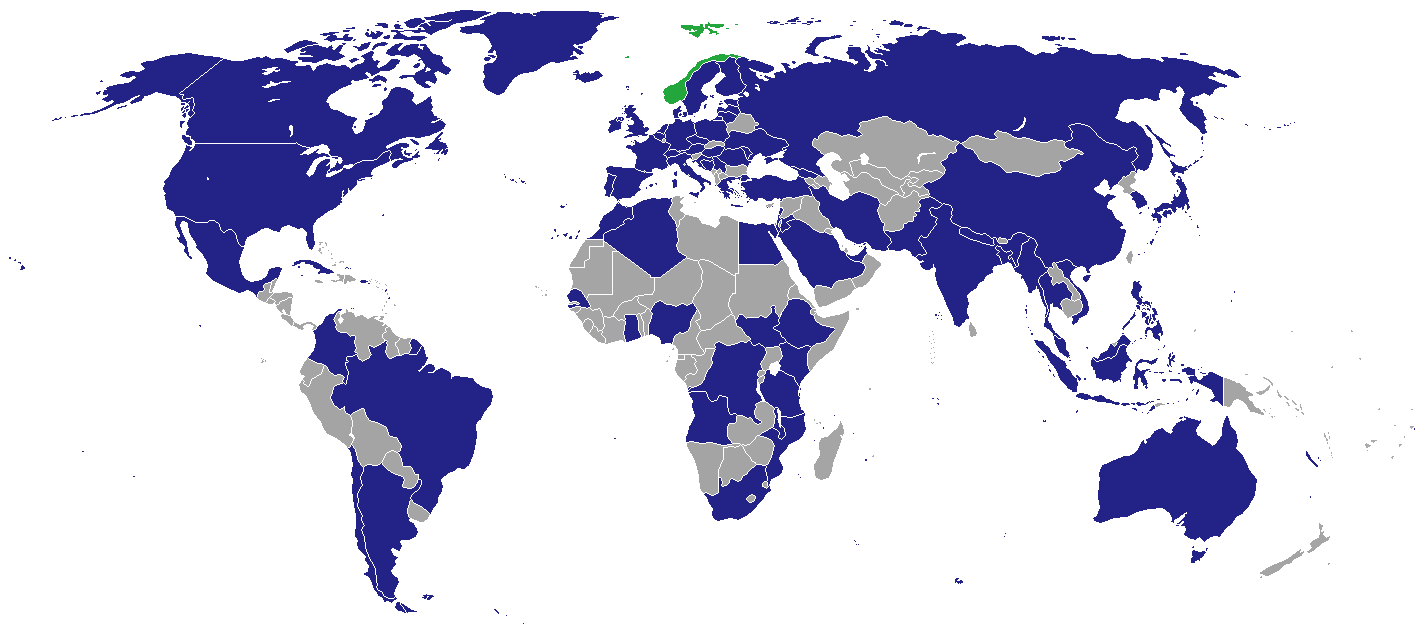
Missões diplomáticas da Noruega

Noruega mantém embaixadas em 86 países, enquanto 60 países mantêm uma embaixada na Noruega, todos eles na capital, Oslo.
A Noruega é um dos membros fundadores da Organização das Nações Unidas (ONU), da Organização do Tratado do Atlântico Norte (OTAN), do Conselho da Europa e da Associação Europeia de Comércio Livre (EFTA). O país emitiu pedidos de adesão à União Europeia (UE) e aos seus antecessores em 1962, 1967 e 1992, respectivamente. Enquanto Dinamarca, Suécia e Finlândia obtiveram a adesão ao bloco europeu, o eleitorado norueguês rejeitou os tratados de adesão, em referendos realizados em 1972 e 1994.
Após o referendo de 1994, a Noruega manteve sua participação no Espaço Econômico Europeu (EEE), um acordo que concede o acesso do país ao mercado interno da UE, com a condição de que a Noruega implemente os atos legislativos, que são considerados relevantes da UE. Sucessivos governos noruegueses, desde 1994, solicitaram a participação em partes da cooperação da UE que vão além das disposições do acordo EEE. A participação sem direito a voto para a Noruega foi concedida, por exemplo, na Política de Defesa e de Segurança Comum, no Acordo de Schengen e na Agência Europeia de Defesa, bem como em 19 programas diferentes.

### Forças armadas

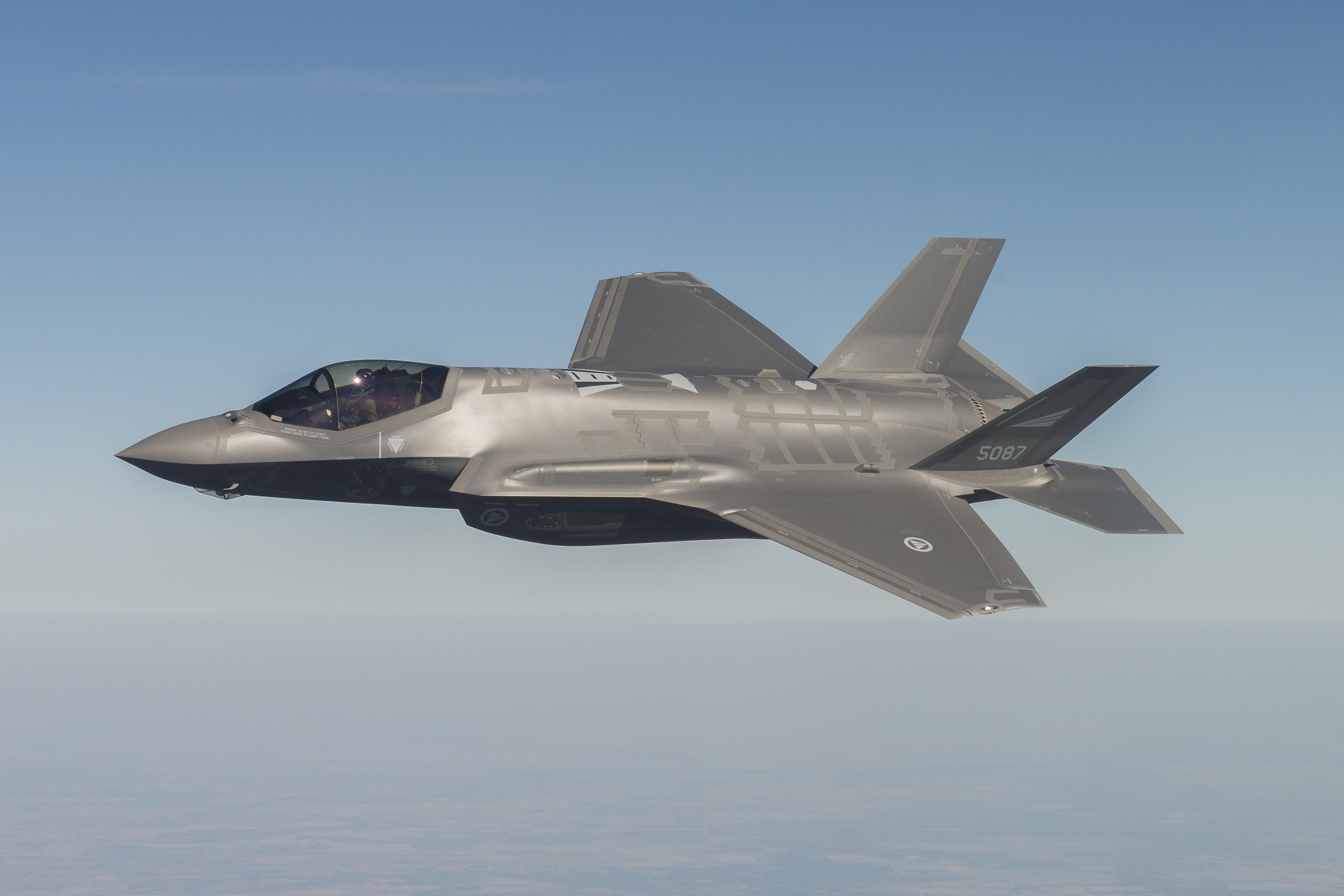
Caça F-35 da Força Aérea da Noruega

As Forças Armadas da Noruega mantém cerca de 25 mil pessoas, incluindo trabalhadores civis. De acordo com planos de mobilização de 2009, a mobilização completa gera cerca de 83 mil combatentes. A Noruega tem conscrição (incluindo um treinamento de 6 a 12 meses de duração); em 2013, o país tornou-se o primeiro na Europa e na OTAN a recrutar mulheres assim como homens. No entanto, devido à menor necessidade de recrutamentos após a Guerra Fria, que terminou com a dissolução da União Soviética, o número de recrutas é menor atualmente. As forças armadas são subordinadas ao Ministério da Defesa norueguês. O comandante-em-chefe é o rei Haroldo V. Os militares noruegueses estão divididos nos seguintes ramos: Exército, Defesa Marítima e Força Aérea Real.
Em resposta por ter sido invadido pela Alemanha nazista em 1940, o país foi uma das nações fundadoras da Organização do Tratado do Atlântico Norte (OTAN), em 4 de abril de 1949. Atualmente, a Noruega contribui na Força Internacional de Assistência à Segurança (ISAF) no Afeganistão. Além disso, a Noruega tem contribuído em diversas missões para as Nações Unidas, a OTAN e para a Política de Defesa e de Segurança Comum da União Europeia.

## Subdivisões
A Noruega está dividida em 15 condados (fylke) e em 357 comunas (kommune)

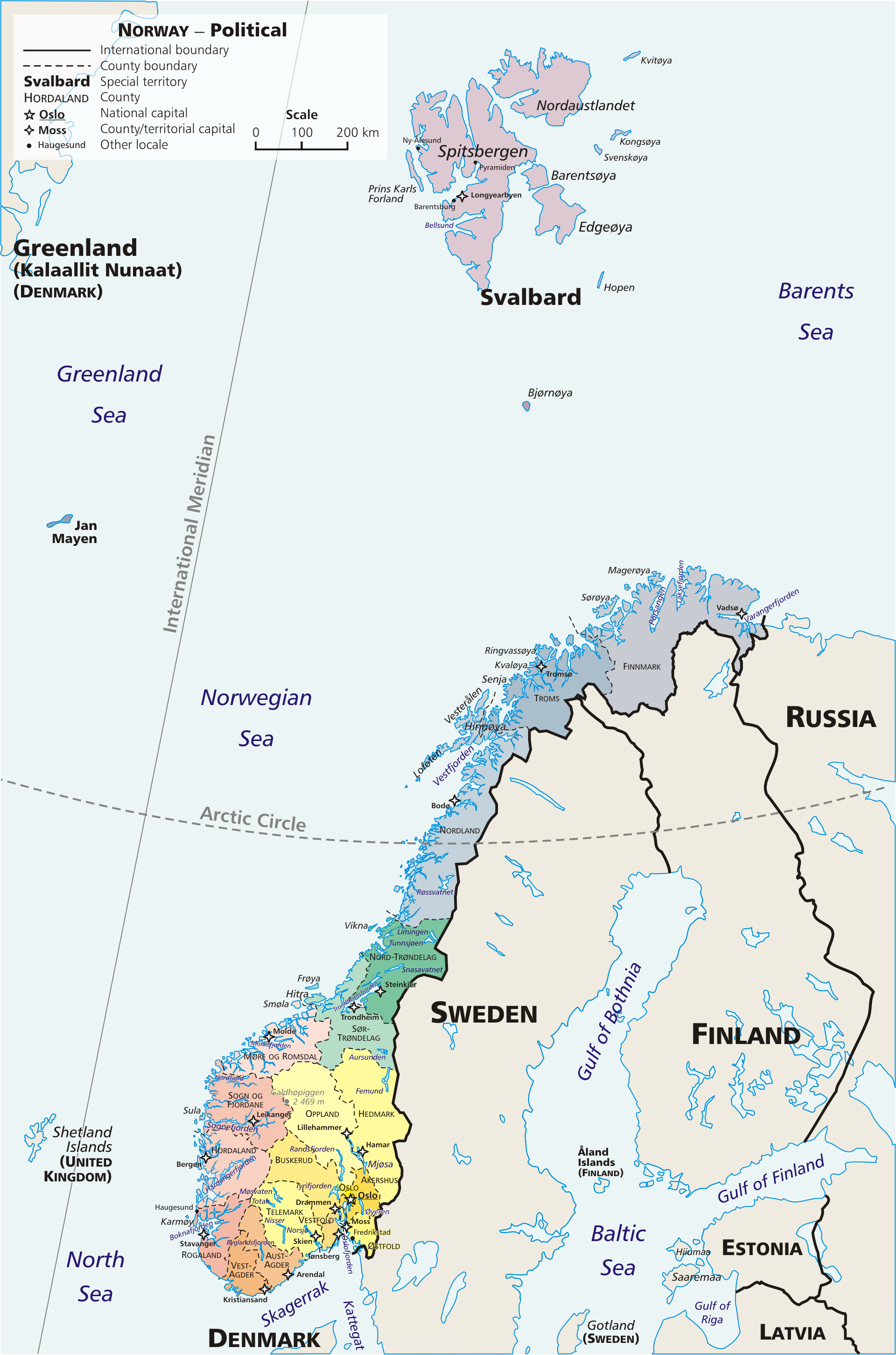
Mapa geopolítico da Noruega, mostrando os condados e as ilhas de Esvalbarda e Jan Mayen, partes do reino norueguês

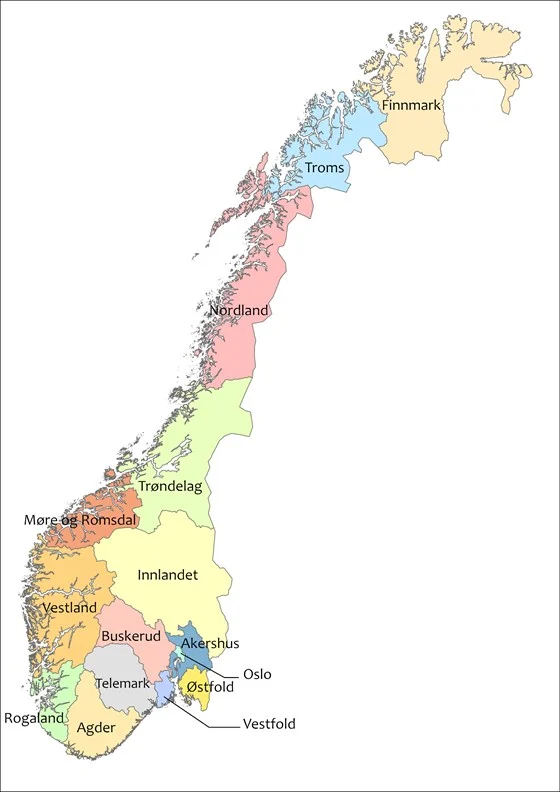
Condado 2024

| Código ISO | Condado 2024    | Centro administrativo |
| ---------- | --------------- | --------------------- |
| 3          | Oslo            | Oslo                  |
| 11         | Rogaland        | Stavanger             |
| 15         | Møre og Romsdal | Molde                 |
| 18         | Nordland        | Bodø                  |
| 31         | Østfold         | Sarpsborg             |
| 32         | Akershus        | Oslo                  |
| 33         | Buskerud        | Drammen               |
| 34         | Innlandet       | Hamar                 |
| 39         | Vestfold        | Tønsberg              |
| 40         | Telemark        | Skien                 |
| 42         | Agder           | Kristiansand          |
| 46         | Vestland        | Bergen                |
| 50         | Trøndelag       | Steinkjer             |
| 55         | Troms           | Tromsø                |
| 56         | Finnmark        | Vadsø                 |

| Código ISO | Condado 2018                                              | Condado 2018                | Centro administrativo    | Governador                         | Municipalidade mais populosa |
| Código ISO | Nome original                                             | Nome                        | Centro administrativo    | Governador                         | Municipalidade mais populosa |
| ---------- | --------------------------------------------------------- | --------------------------- | ------------------------ | ---------------------------------- | ---------------------------- |
| 03         | Oslo                                                      | Oslo                        | Cidade de Oslo           | Marianne Borgen                    | Oslo                         |
| 11         | Rogaland                                                  | Rogalândia                  | Stavanger                | Marianne Chesak (Ap)               | Stavanger                    |
| 15         | Møre og Romsdal                                           | Møre e Romsdal              | Molde                    | Jon Aasen (Ap)                     | Ålesund                      |
| 18         | Nordland                                                  | Nordalândia                 | Bodø                     | Kari Anne Bøkestad Andreassen (Sp) | Bodø                         |
| 30         | Viken                                                     | Viken                       | Oslo, Drammen, Sarpsborg | Roger Ryberg (Ap)                  | Bærum                        |
| 34         | Innlandet                                                 | Innlandet                   | Hamar                    | Even Aleksander Hagen (Ap)         | Ringsaker                    |
| 38         | Vestfold og Telemark                                      | Folde Ocidental e Telemarca | Skien                    | Terje Riis-Johansen (Sp)           | Sandefjord                   |
| 42         | Agder                                                     | Agder                       | Kristiansand             | Arne Thomassen (H)                 | Kristiansand                 |
| 46         | Vestland                                                  | Lândia Ocidental            | Bergen                   | Jon Askeland (Sp)                  | Bergen                       |
| 50         | Trøndelag Trööndelage                                     | Trøndelag                   | Steinkjer                | Tore O. Sandvik (Ap)               | Trondheim                    |
| 54         | Troms og Finnmark Romsa ja Finnmárku Tromssa ja Finmarkku | Troms e Dinamarca           | Tromsø                   | Ivar B. Prestbakmo (Sp)            | Tromsø                       |

## Economia

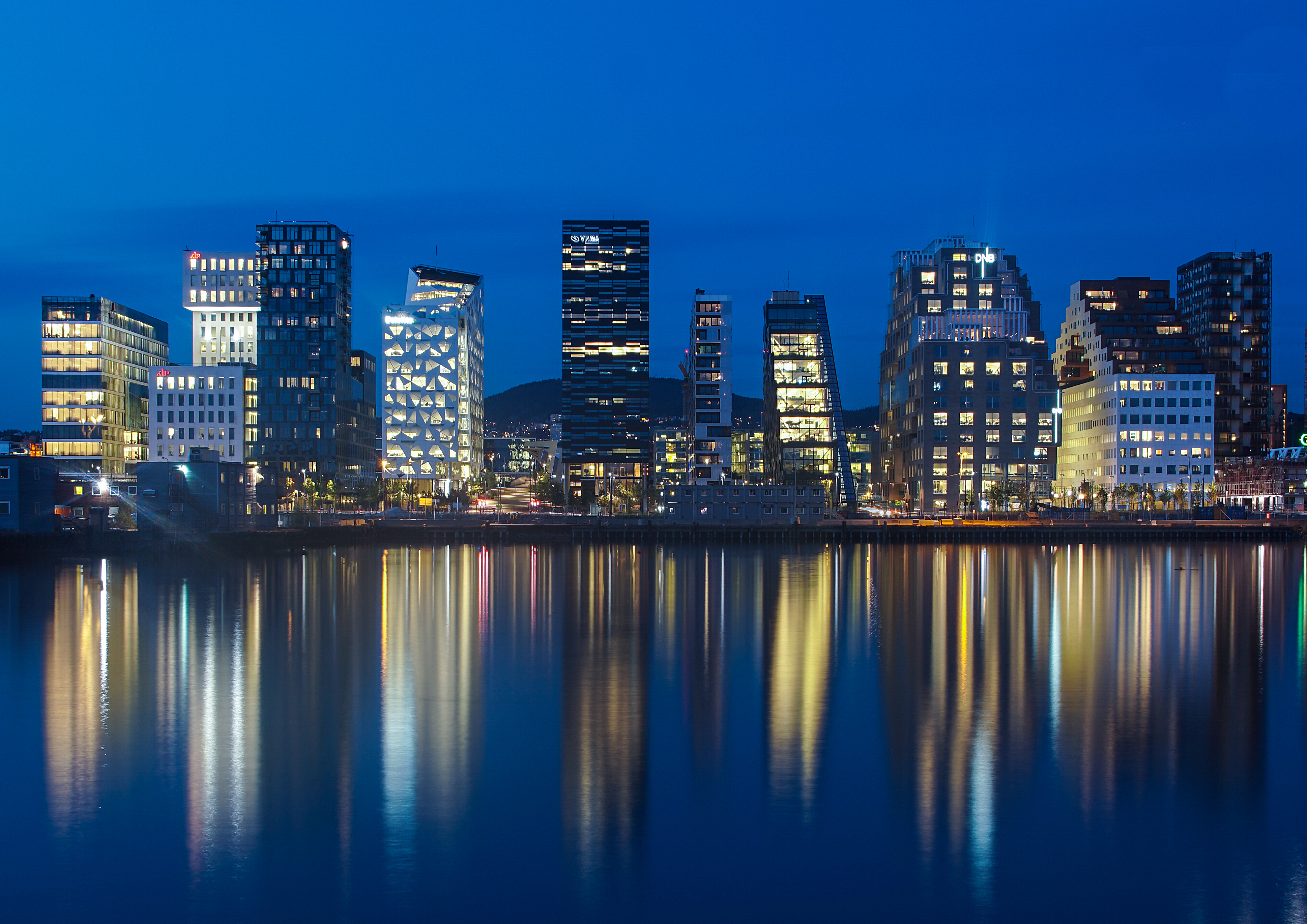
Bjørvika, o centro financeiro de Oslo

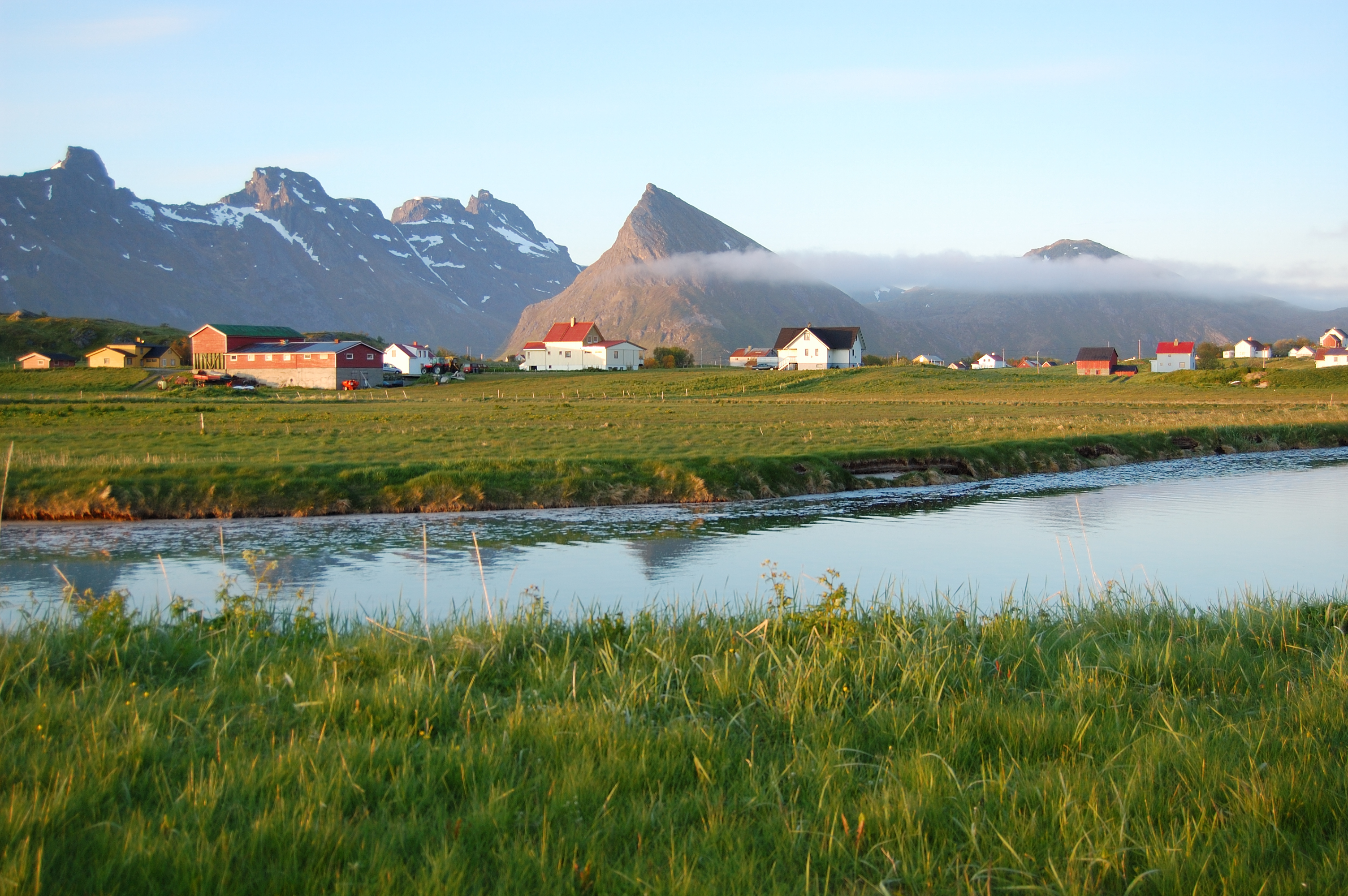
A agricultura é um setor importante da economia, apesar da paisagem montanhosa (Flakstad)

Os noruegueses possuem o segundo maior PIB per capita nominal (depois de Luxemburgo) e o terceiro maior PIB (PPC) per capita do mundo. A Noruega também manteve o primeiro lugar entre todos os países do mundo no Índice de Desenvolvimento Humano (IDH) por seis anos consecutivos (2001-2006), e depois recuperou essa posição em 2009.
A economia norueguesa é um exemplo de uma economia mista, um país social-democrata com um estado de bem-estar social capitalista próspero, com uma combinação de atividades de mercado livre e de grandes propriedades estatais em determinados setores-chave. O Estado tem grandes posições acionistas nos principais setores industriais, tais como no estratégico setor de petróleo (Statoil), na produção de energia hidrelétrica (Statkraft), na produção de alumínio (Norsk Hydro), no maior banco norueguês (DnB NOR), e em telecomunicações (Telenor). Através dessas grandes empresas, o governo controla aproximadamente 30% dos valores das ações na Bolsa de Valores de Oslo. Quando as empresas não cotadas na bolsa estão incluídas, o Estado tem participação ainda maior na propriedade (principalmente da participação direta em licenças de petróleo). A Noruega é uma nação voltada, principalmente, para a navegação e tem a 6ª maior frota mercante mundial, com 1 412 embarcações mercantes de propriedade norueguesa.
O custo de vida na Noruega é cerca de 30% maior do que nos Estados Unidos e 25% maior do que no Reino Unido. O padrão de vida na Noruega está entre os maiores do mundo. A revista Foreign Policy classificou a Noruega, no Índice de Estados Falhados de 2009, como o país com melhor funcionamento e estabilidade do mundo. A continuação das exportações de petróleo e gás, uma economia saudável e a substancial riqueza acumulada, levam a conclusão de que a Noruega irá permanecer entre os países mais ricos do mundo em um futuro previsível.
Os níveis de produtividade horária, bem como salário médio por hora na Noruega estão entre os maiores do mundo. Os valores igualitários da sociedade norueguesa garantem que a diferença salarial entre o menor trabalhador assalariado e o diretor executivo da maioria das empresas seja muito menor do que em economias ocidentais comparáveis. Isso também é evidente pelo baixo coeficiente de Gini do país.

### Recursos

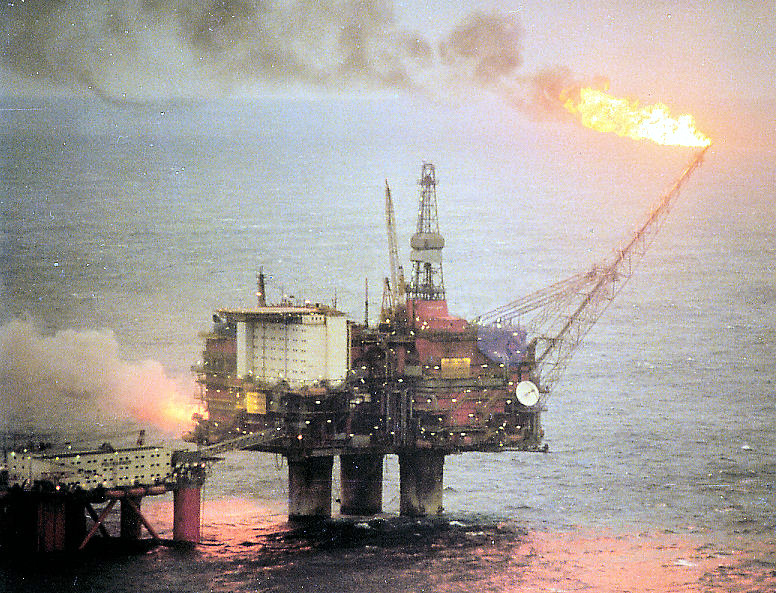
A produção de petróleo tem sido um importante setor da economia norueguesa desde os anos 1970

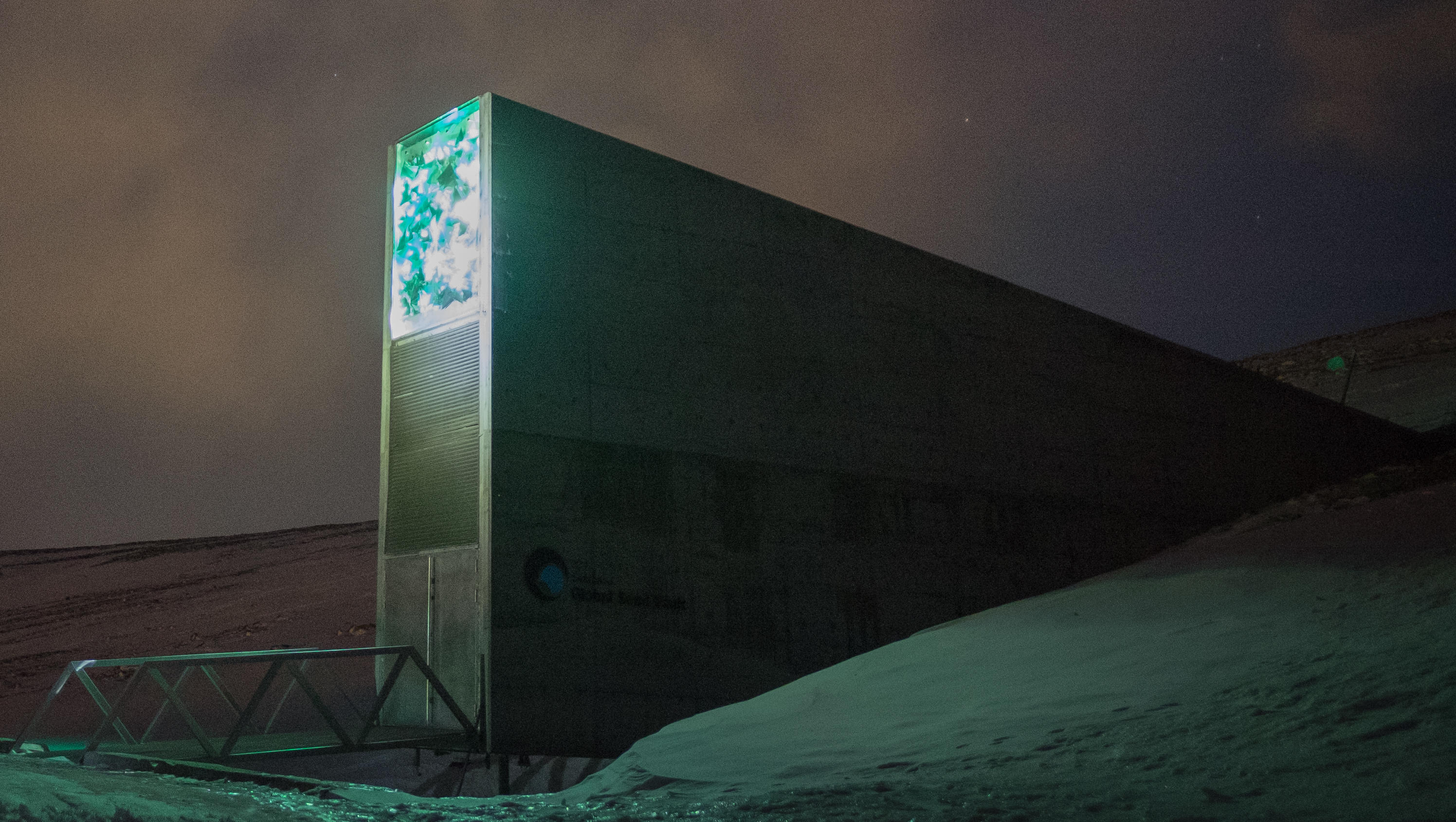
interior do Silo Global de Sementes de Svalbard, inaugurado em 2008 e que é aberto somente quatro vezes por ano

Nas duas primeiras décadas após a Segunda Guerra Mundial, o país experimentou um rápido crescimento econômico devido ao transporte marítimo, a marinha mercante norueguesa e pela industrialização doméstica, já a partir da década de 1970 o crescimento foi resultado da descoberta de grandes jazidas de petróleo no mar do Norte e no Mar da Noruega. Hoje o país é classificado como o mais rico do mundo, com a maior reserva de capital per capita do que qualquer outra nação. Em agosto de 2009 o fundo de riqueza soberana da nação anunciou que possuía cerca de 1% de todas as ações de bolsas de valores do mundo, provavelmente referindo-se a ações negociadas publicamente. A Noruega é o sétimo maior exportador de petróleo do mundo e a indústria do petróleo representa cerca de um quarto do PIB do país. Depois da crise econômica de 2008–2009, os banqueiros têm considerado a coroa norueguesa com uma das mais sólidas moedas do mundo.
A Noruega possui ricos recursos em campos de gás, hidroeletricidade, peixes, florestas e minerais. O país foi o segundo maior exportador de frutos do mar (em valor, depois da República Popular da China) em 2006. Outras principais indústrias do país incluem a de processamento de alimentos, construção naval, metais, produtos químicos, mineração, pesca e produtos de papel.
Referendos em 1972 e 1994 indicaram que o povo norueguês desejava permanecer fora da União Europeia (UE). No entanto, a Noruega, a Islândia e Liechtenstein, participam do mercado único da União Europeia através do acordo do Espaço Econômico Europeu (EEE). O Tratado EEE entre os países da União Europeia e os países da Associação Europeia de Livre Comércio (AELC), transposto para a lei norueguesa "EØS-loven", descreve os procedimentos de execução das normas da União Europeia na Noruega e em outros países da AELC. Isso faz da Noruega um membro altamente integrado na maioria dos setores do mercado interno da UE. No entanto, alguns setores, como petróleo, agricultura e pesca, não são inteiramente cobertos pelo Tratado EEE. A Noruega também aderiu ao Acordo de Schengen e de vários outros acordos intergovernamentais entre os estados-membros da UE.
O país é dotado com ricos recursos naturais, incluindo petróleo, energia hidrelétrica, peixes, florestas e minerais. Grandes reservas de petróleo e gás natural foram descobertas na década de 1960, o que levou a um boom na economia. A Noruega tem alcançado um dos mais altos padrões de vida no mundo, em parte, por ter uma grande quantidade de recursos naturais em relação ao tamanho de sua população. O Estado de bem-estar social norueguês faz atendimento público e gratuito de saúde, e os pais recebem 12 meses pagos de licença maternidade.
A renda que o Estado recebe a partir de recursos naturais inclui uma contribuição significativa da produção de petróleo e os rendimentos substanciais e bem gerido relacionados com este setor. A Noruega tem uma taxa de desemprego muito baixa, atualmente em 3,1%.

## Infraestrutura

### Educação

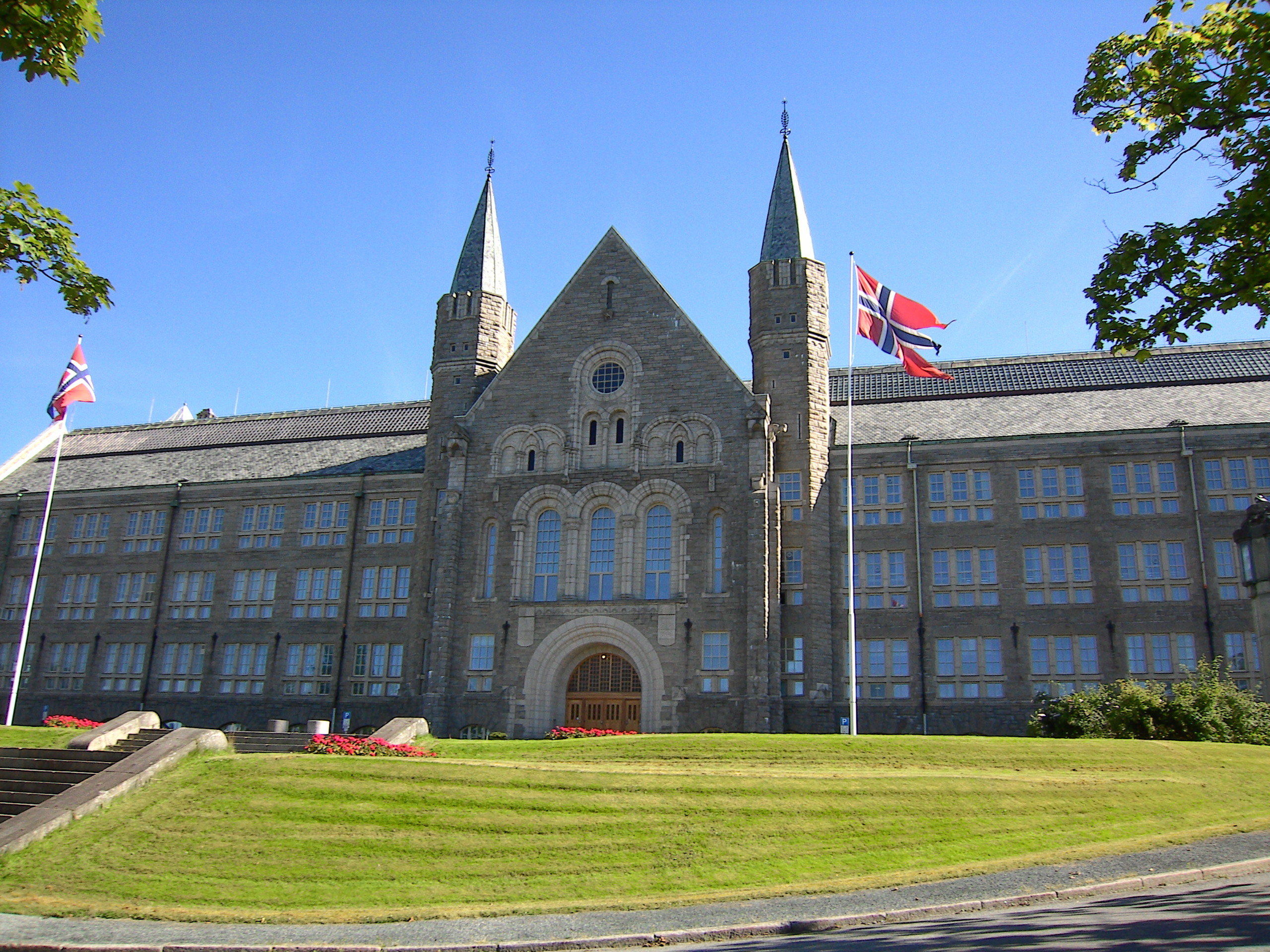
Prédio principal da Universidade Norueguesa de Ciência e Tecnologia em Trontêmio

O ensino superior na Noruega é oferecido por uma série de sete universidades, cinco faculdades especializadas, 25 faculdades, bem como uma série de faculdades particulares. A educação segue a Declaração de Bolonha envolvendo os graus de licenciatura (3 anos), mestrado (2 anos) e doutorado (3 anos). A aceitação é oferecida após concluírem o ensino secundário com competência geral do estudo. Duas instituições de ensino superior norueguesas estão listadas entre as 200 melhores universidades da Europa, de acordo com a classificação do QS World University Rankings de 2021, sendo estas a Universidade de Oslo e a Universidade de Bergen, ocupando as posições 113ª e 194ª, respectivamente.
A educação pública é praticamente livre, independentemente da nacionalidade, com um ano letivo com dois semestres, de agosto a dezembro e de janeiro a junho. A responsabilidade final de gerir a educação cabe ao Ministério da Educação e Pesquisa, órgão responsável pela coordenação do sistema nacional de educação, englobando atividades de administração e supervisão da educação formal. A expectativa de vida escolar, do ensino primário ao ensino superior, é de um total de 18 anos de estudos. O país destina cerca de 7,9% de seu orçamento anual para gastos e despesas em educação, o que se revela o quinto maior investimento neste setor no mundo, em comparação com os outros países do globo. Apenas Cuba, Estados Federados da Micronésia, Ilhas Salomão e Montserrat ofertam investimentos públicos mais altos que o sistema de ensino norueguês.

### Transportes
Devido à baixa densidade populacional, pela forma estreita do seu território e pelo longo litoral, o transporte público na Noruega está menos desenvolvido do que em muitos países europeus, sobretudo fora das cidades. Como tal, a Noruega tem uma tradição antiga de transporte aquático, mas o Ministério dos Transportes e Comunicações tem implementado nos últimos anos os transportes ferroviário, rodoviário e aéreo através de numerosas filiais a fim de desenvolver infraestrutura do país.

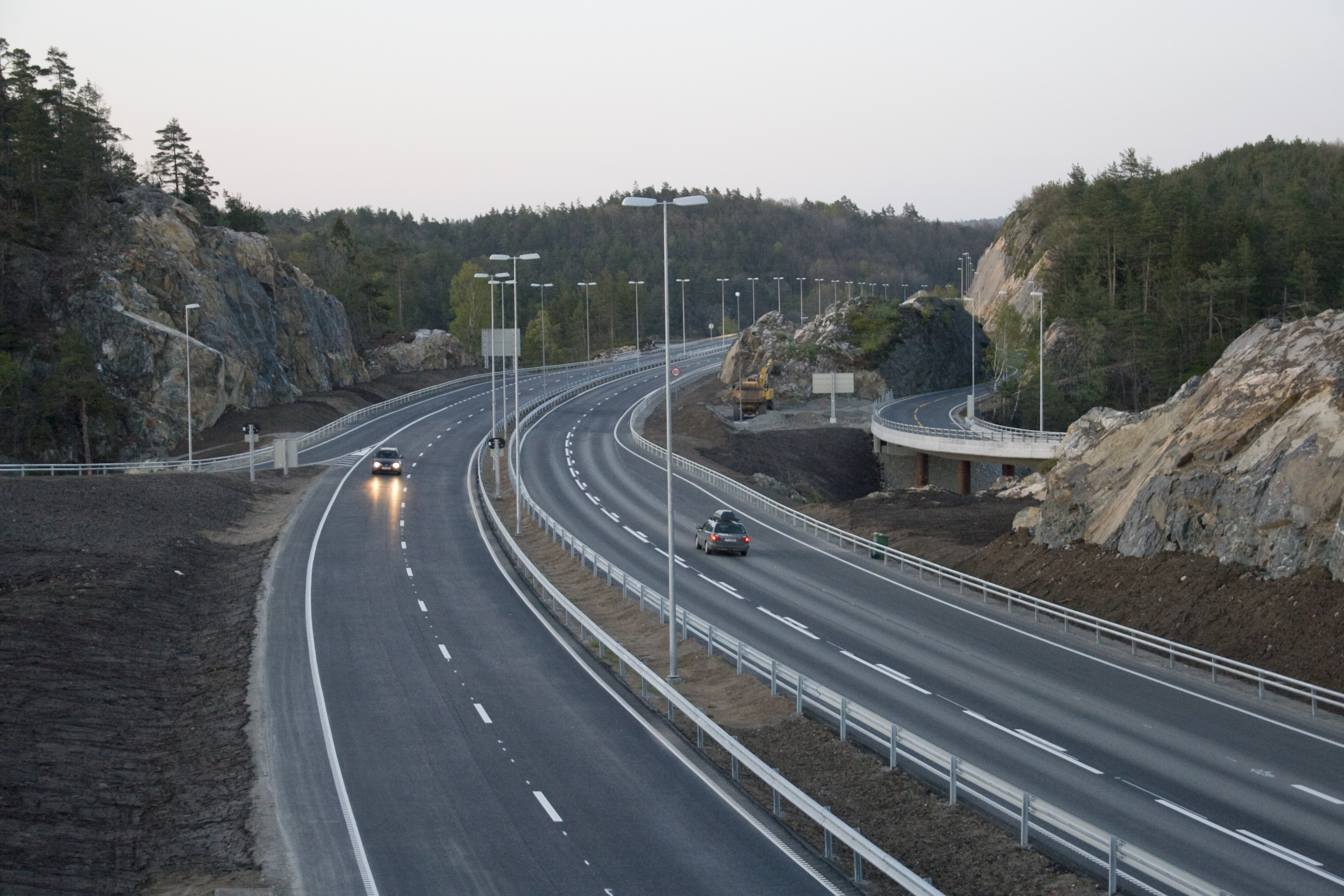
Autoestrada E18 em Kristiansand

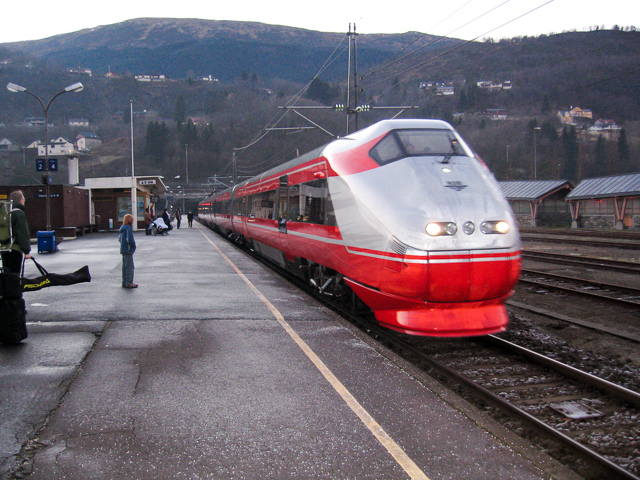
Trem NSB tipo 73 na estação da cidade de Arna

A rede ferroviária principal da Noruega consiste em 4 114 km de linhas de bitola padrão, dos quais 242 km é via dupla e 64 km de alta velocidade (210 km/h). O transporte ferroviário transportou 56 827 000 passageiros, 2 956 milhões de passageiros por km e 24,783 milhões de toneladas. A rede toda é de propriedade da Administração Ferroviária Nacional Norueguesa, enquanto todos os trens de passageiros domésticos, exceto o trem expresso do aeroporto são operados pela Norges Statsbaner (NSB). Várias empresas operam trens de carga.
O investimento em novas infraestruturas e manutenção é financiado pelo Estado e os subsídios são fornecidos para as operações de trem de passageiros. A NSB opera trens de longa distância, incluindo trens noturnos, serviços regionais e quatro sistemas de trem de passageiros em Oslo, Trondheim, Bergen e Stavanger.
Há aproximadamente 92 946 km de estradas na Noruega, dos quais 72 033 km são asfaltados e 664 km são auto-estradas. Existem quatro níveis de itinerários rodoviários; municipal, nacional, distrital e privado. As rotas nacionais mais importantes são parte do sistema de estradas europeias, sendo as duas mais importantes a E6, indo do norte para o sul através de todo o país, e a E39, que acompanha a costa oeste. As estradas municipais e nacionais são geridas pela Administração Pública de Estradas da Noruega.
Dos 97 aeroportos da Noruega, 52 são públicos e 46 são operados pela estatal Avinor. Sete aeroportos recebem mais de um milhão de passageiros por ano. 41 089 675 de passageiros passaram pelos aeroportos da Noruega em 2007, dos quais 13 397 458 eram internacionais.
A principal porta de entrada por via aérea para a Noruega é o Aeroporto Internacional de Oslo, localizado a cerca de 50 km ao norte de Oslo, com partida para maioria dos países europeus e alguns destinos intercontinentais. É um hub para as duas principais companhias aéreas norueguesas, a Scandinavian Airlines System e a Norwegian Air Shuttle, e para os aviões regionais da Noruega ocidental.

### Energia
Em 2021, a Noruega tinha, em energia elétrica renovável instalada, 34 813 MW em energia hidroelétrica (8º maior do mundo), 4 650 MW em energia eólica (20º maior do mundo), 225 MW em energia solar, e 74 MW em biomassa.

## Cultura

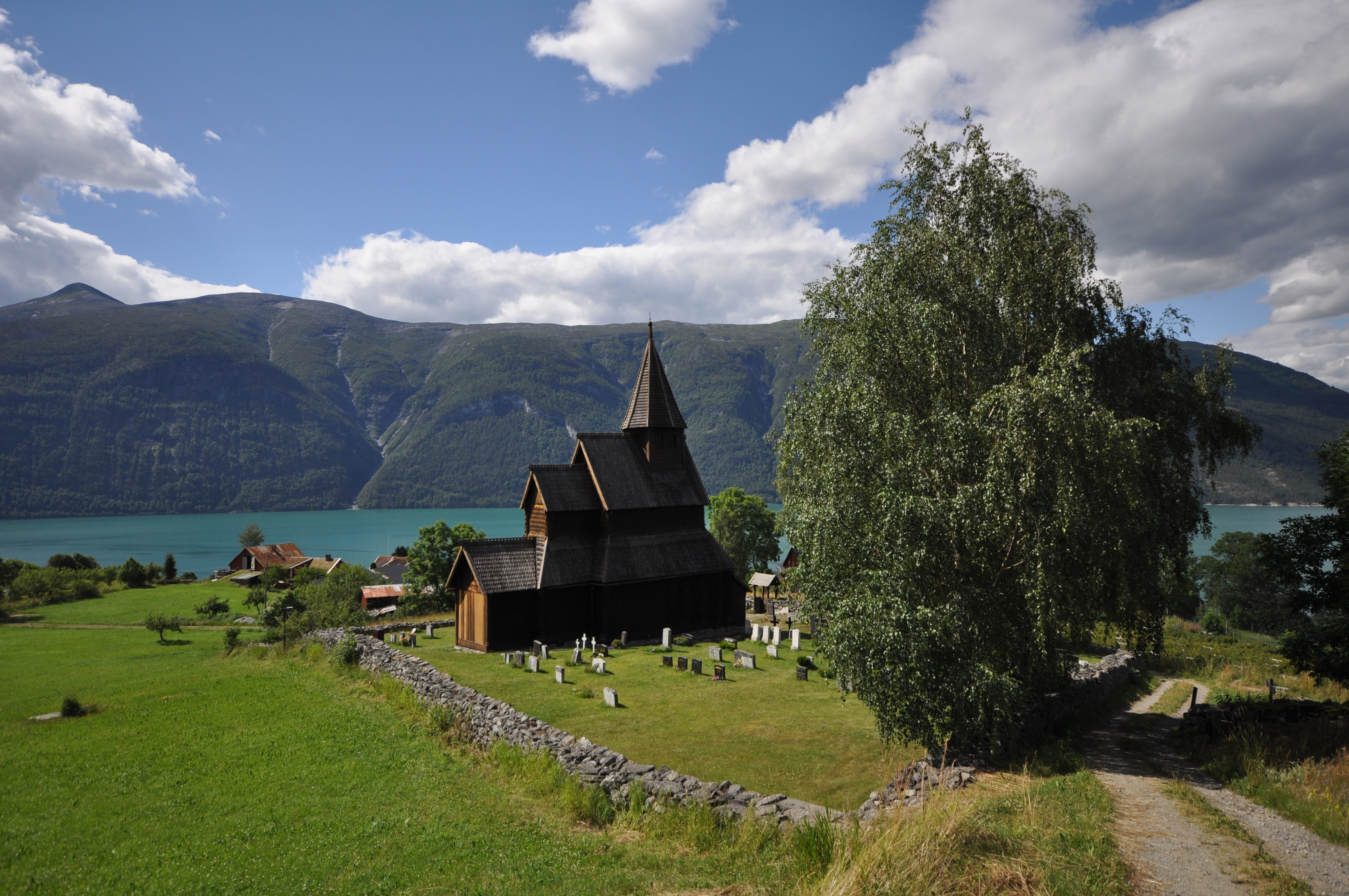
Igreja de madeira de Urnes, um Patrimônio Mundial pela UNESCO

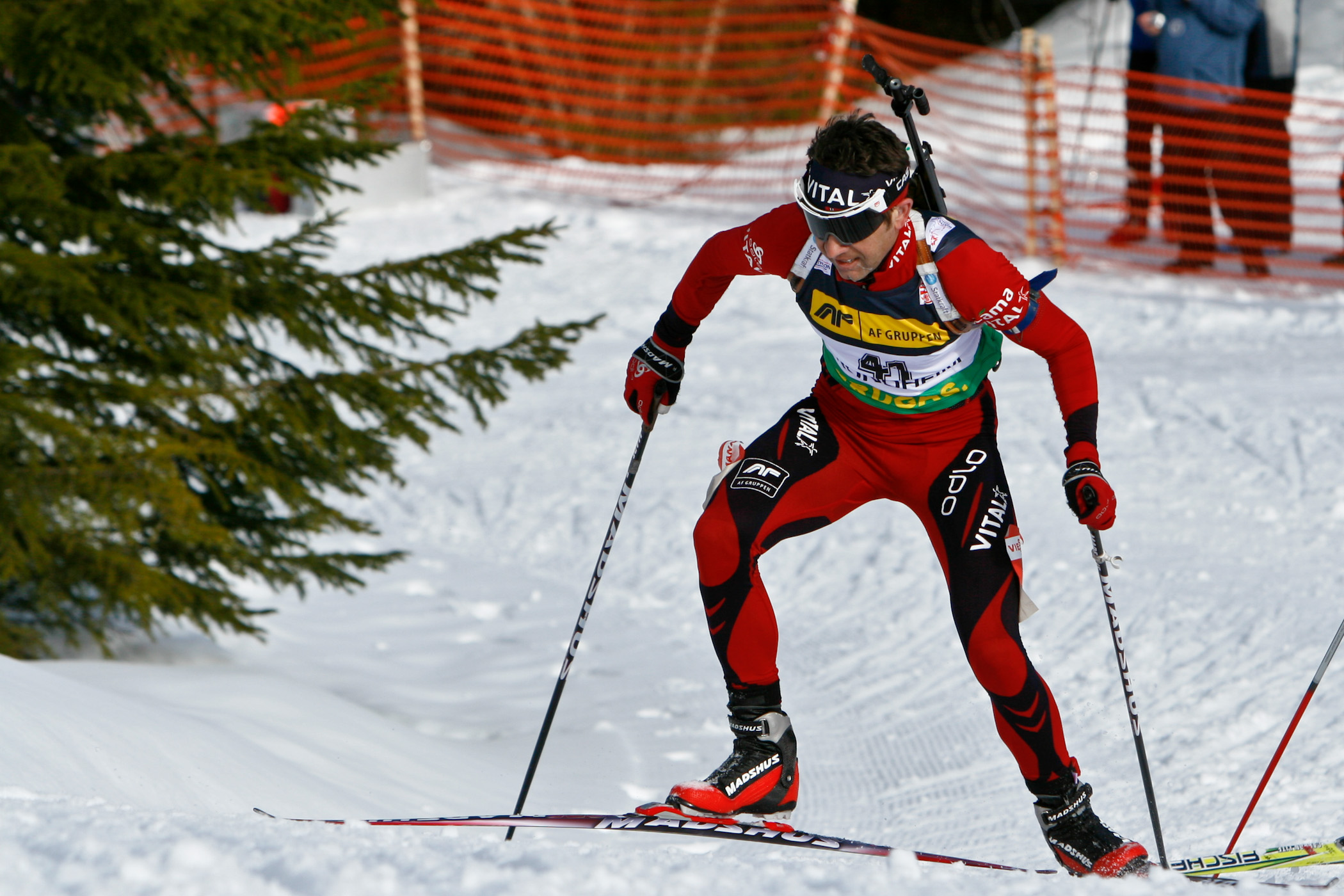
Ole Einar Bjørndalen, o mais bem sucedido esportista dos Jogos Olímpicos de Inverno

A cultura da Noruega faz parte da cultura nórdica e escandinava, e está intimamente relacionada com o povo norueguês e com a história da nação norueguesa. A geografia, a história, a natureza e o clima, contribuíram significativamente para formação de sua cultura atual. Entre os noruegueses famosos incluem-se Anni-Frid Lyngstad (ABBA), a banda A-ha, o dramaturgo Henrik Ibsen, os exploradores Roald Amundsen e Fridtjof Nansen, o pintor expressionista Edvard Munch, o compositor do romantismo Edvard Grieg e os romancistas Knut Hamsun e Sigrid Undset, vencedores do Prémio Nobel de Literatura em 1920 e 1928.
O black metal, é a maior exportação cultural da Noruega nos últimos 20 anos e é bastante popular nos países nórdicos. É uma variação do speed metal e do thrash metal, criado nos anos 80, por bandas como Venom, Bathory, Hellhammer e Celtic Frost, mas que ganhou notoriedade na Noruega, durante os anos 90. As letras valorizam a cultura pagã norueguesa e desprezam o cristianismo, sendo que, entre 1991 e 1998, membros de bandas e de gangues, como o Inner Circle, cometeram atos extremos como assassinatos e a queima de cerca de 100 igrejas na Noruega. Hoje o black metal está mais voltado para a musicalidade. As principais bandas do gênero na Noruega são: Mayhem, Burzum, Darkthrone, Gorgoroth, Emperor, Immortal, Satyricon e Dimmu Borgir, entre muitas outras de igual importância.
Os noruegueses celebram o seu dia nacional a 17 de maio, assinalando o Dia da Constituição. Nesse dia, muitas pessoas vestem o bunad (trajes tradicionais) e assiste ou participa nas paradas de 17 de maio que se realizam por todo o país. A maioria da população é protestante, de confissão luterana.

### Música

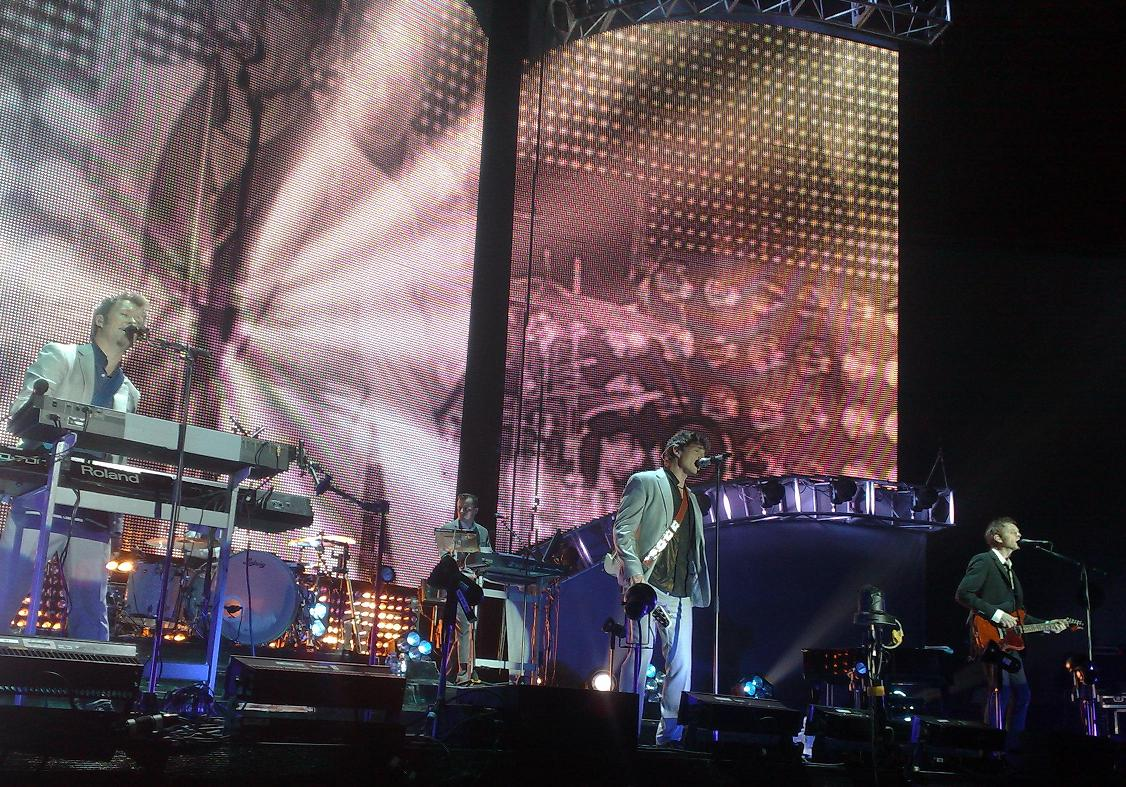
O grupo de música pop norueguês A-ha obteve grande sucesso mundial, principalmente durante os anos 1980

A Noruega tem uma forte tradição de música folclórica que permanece popular até hoje. Entre os músicos folks mais proeminentes estão Andrea Een, violinistas do Hardanger, Olav Jørgen Hegge e Annbjørg Lien, além das vocalistas Agnes Buen Garnås, Kirsten Bråten Berg e Odd Nordstoga.
O black metal norueguês, uma forma de rock na Noruega, tem sido uma influência desde o final do século XX. Desde a década de 1990, a participação norueguesa no black metal, uma forma lo-fi, dark e heavy metal, foi desenvolvida por bandas como Emperor, Darkthrone, Gorgoroth, Mayhem, Burzum e Immortal. Mais recentemente, bandas como Enslaved, Kvelertak, Dimmu Borgir e Satyricon evoluíram o gênero até os dias atuais, enquanto ainda conquistam fãs em todo o mundo. Os eventos polêmicos associados ao movimento black metal no início dos anos 1990 incluíram vários incêndios de igrejas e dois casos de assassinato proeminentes.
A cena do jazz na Noruega está prosperando. Jan Garbarek, Terje Rypdal, Mari Boine, Arild Andersen e Bugge Wesseltoft são internacionalmente reconhecidos, enquanto Paal Nilssen-Love, Supersilent, Jaga Jazzist e Wibutee estão se tornando artistas de classe mundial da geração mais jovem.

### Cinema
O cinema norueguês recebeu reconhecimento internacional. O documentário Kon-Tiki (1950) ganhou um Óscar. Em 1959, Nine Lives, de Arne Skouen, foi indicado, mas não conseguiu vencer. Outro filme notável é Flåklypa Grand Prix, um longa-metragem de animação dirigido por Ivo Caprino. O filme foi lançado em 1975 e é baseado em personagens do cartunista norueguês Kjell Aukrust. É o filme norueguês mais visto de todos os tempos.
Ofelaš (1987), de Nils Gaup, contando com características culturais dos lapões, também foi nomeado para um Óscar. Sønntagsengel, de Berit Nesheim, foi indicado ao Oscar em 1997.
Desde a década de 1990, a indústria cinematográfica tem prosperado, produzindo até 20 longas-metragens a cada ano. Sucessos particulares foram Kristin Lavransdatter, baseado em um romance de um vencedor do Prêmio Nobel; The Telegraphist e Gurin with the Foxtail. Knut Erik Jensen estava entre os novos diretores mais bem sucedidos, juntamente com Erik Skjoldbjærg, que é lembrado por Insomnia.

### Artes visuais
Por um longo período, a cena artística norueguesa foi dominada por obras de arte originárias da Alemanha e Países Baixos, bem como pela influência de Copenhague. Foi no século XIX que começou uma era verdadeiramente norueguesa, primeiro com a confecção de retratos, depois com a pintura de paisagens naturais. Johan Christian Dahl (1788–1857), originalmente da escola de Dresden, foi um dos primeiros a pintar as paisagens naturais do oeste da Noruega.
A independência da Noruega do Reino da Dinamarca encorajou os pintores a desenvolver sua identidade norueguesa, o que se viu especialmente pelos trabalhos de pintura desenvolvidos por artistas como Kitty Kielland, uma pintora que estudou com Hans Gude, e Harriet Backer, outra pioneira entre as artistas femininas, influenciada pelo Impressionismo. Frits Thaulow, um impressionista de Vestre Aker, foi influenciado pela cena artística em Paris, assim como Christian Krohg, um pintor realista, famoso por suas pinturas retratando prostitutas. De particular interesse está Edvard Munch, um pintor simbolista/expressionista que se tornou mundialmente famoso por sua obra O Grito, que se diz representar a ansiedade do homem moderno. Outras obras notáveis de Edvard Munch incluem A Menina Doente (1885), Madonna e Puberdade.

### Arquitetura
Com florestas extensas, a Noruega tem há muito a tradição de utilizar a madeira em suas construções. Muitos dos edifícios modernos são erigidos em madeira, refletindo o forte apelo que este material continua a ter para designers e construtores noruegueses.

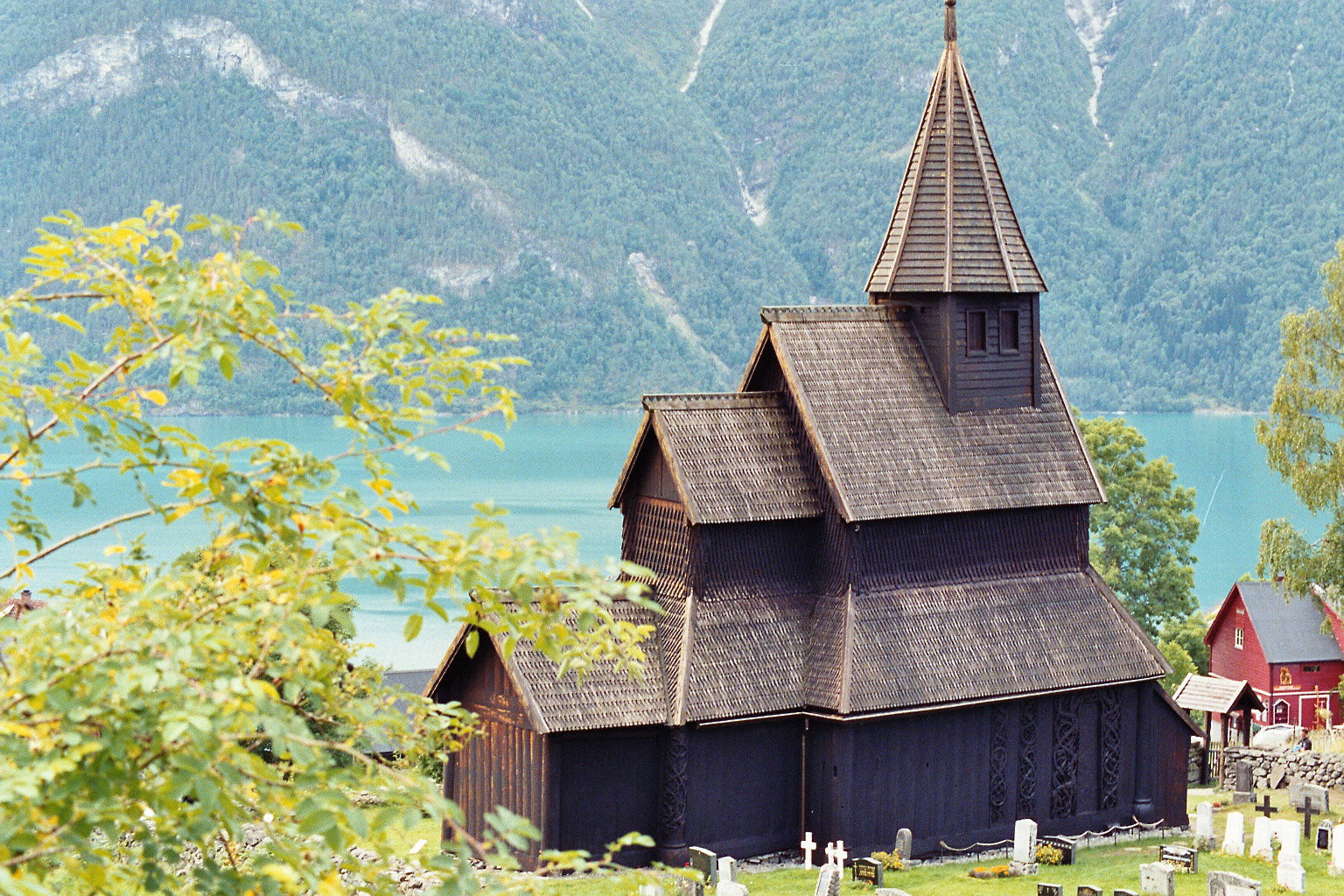
A Igreja de madeira de Urnes foi listada pela UNESCO como Patrimônio Mundial

Com a conversão da Noruega ao cristianismo há cerca de 1 000 anos, muitas igrejas cristãs foram construídas. A arquitetura em pedra foi utilizada para as estruturas mais importantes, começando com a construção da Catedral de Nidaros, em Trondheim. No início da Idade Média, igrejas de madeira foram construídas em todo o país. Algumas delas estão erigidas até hoje e representam a contribuição mais incomum da Noruega para a história da arquitetura. Um bom exemplo, a Igreja de madeira de Urnes, no interior de Fiorde de Sogn, está na Lista do Patrimônio Mundial da UNESCO. Outro exemplo notável de arquitetura de madeira são os edifícios de Bryggen, em Bergen, também na lista do Patrimônio Cultural da Humanidade, composto por uma fileira de estruturas de madeira altas e estreitas ao longo do cais.
Depois que a união da Noruega com a Dinamarca foi dissolvida em 1814, Oslo se tornou a capital. O arquiteto Christian H. Grosch projetou as primeiras partes da Universidade de Oslo, a Bolsa de Valores de Oslo e muitos outros edifícios e igrejas construídos naquele início do período nacional.
No início do século XX, a cidade de Ålesund foi reconstruída no estilo Art Nouveau, influenciado pelos estilos da França. A década de 1930, quando o funcionalismo dominou, tornou-se um período forte para a arquitetura norueguesa. Foi somente a partir do final do século XX que os arquitetos noruegueses alcançaram renome internacional. Um dos edifícios modernos mais marcantes da Noruega é o Parlamento Sámi da Noruega, em Karasjok, projetado por Stein Halvorson e Christian Sundby. A sua câmara de debates, em madeira, é uma versão abstrata de um lavvu, a tenda tradicional utilizada pelos nômades lapões.

### Esporte
O esqui tem tradições no país. A Noruega se destaca nos Jogos Olímpicos de Inverno, já tendo sediado duas edições do evento, em 1952 e 1994. As competições anuais de Holmenkollen, com esqui de fundo e salto de esqui, e a corrida anual de Birkebeinerrennet, numa extensão de 58 km, são enormemente populares.
Nos Jogos Olímpicos de Verão, até 2008 a Noruega conquistou 144 medalhas (54 de ouro), principalmente no iatismo e no tiro. Já nos Jogos de Inverno, até 2010 conquistou 303 medalhas (107 de ouro) — mais do que qualquer outro país — principalmente no esqui cross-country e na patinação de velocidade. A Noruega é um dos três únicos países do mundo (junto com a Áustria e Liechtenstein) que ganhou mais medalhas nos Jogos de Inverno do que nos Jogos de Verão.

### Feriados
Os dias com restrições ao comércio, trabalho e eventos desportivos e outros são os da tabela que se segue.
|                            |                              |                       |                                                                   |
| Data                       | Nome em português            | Nome local            | Observações                                                       |
| 1 de Janeiro               | Ano Novo                     | Første nyttårsdag     |                                                                   |
| Quinta-feira, Festa móvel  | Quinta-Feira Santa           | Skjærtorsdag          |                                                                   |
| Sexta-feira, Festa móvel   | Sexta-Feira Santa            | Langfredag            |                                                                   |
| Sábado, Festa móvel        | Sábado de Aleluia            | Påskeaften            | Os estabelecimentos, com algumas excepções, têm de fechar às 16h. |
| Domingo, Festa móvel       | Domingo de Páscoa            | Første påskedag       |                                                                   |
| Segunda-feira, Festa móvel | "Segundo dia de Páscoa"      | Andre påskedag        |                                                                   |
| 1 de Maio                  | Dia do Trabalho              | Første mai            | Palestras políticas e demostrações.                               |
| 17 de Maio                 | Dia da Constituição          | Syttende mai          | Celebrado com desfile e música em todo o país.                    |
| Quinta-feira, Festa móvel  | Ascensão de Jesus            | Kristi himmelfartsdag |                                                                   |
| Sábado, Festa móvel        | Véspera de Pentecostes       | Pinseaften            | Os estabelecimentos, com algumas exceções, têm de fechar às 16h.  |
| Domingo, Festa móvel       | Pentecostes                  | Første pinsedag       |                                                                   |
| Segunda-feira Festa móvel  | "Segundo dia de Pentecostes" | Andre pinsedag        |                                                                   |
| 24 de Dezembro             | Véspera de Natal             | Julaften              | Os estabelecimentos, com algumas exceções, têm de fechar às 16h.  |
| 25 de Dezembro             | Natal                        | Første juledag        |                                                                   |
| 26 de Dezembro             | "Segundo dia de Natal"       | Andre juledag         |                                                                   |